# إحياء العمارة المصرية في الجزر البريطانية

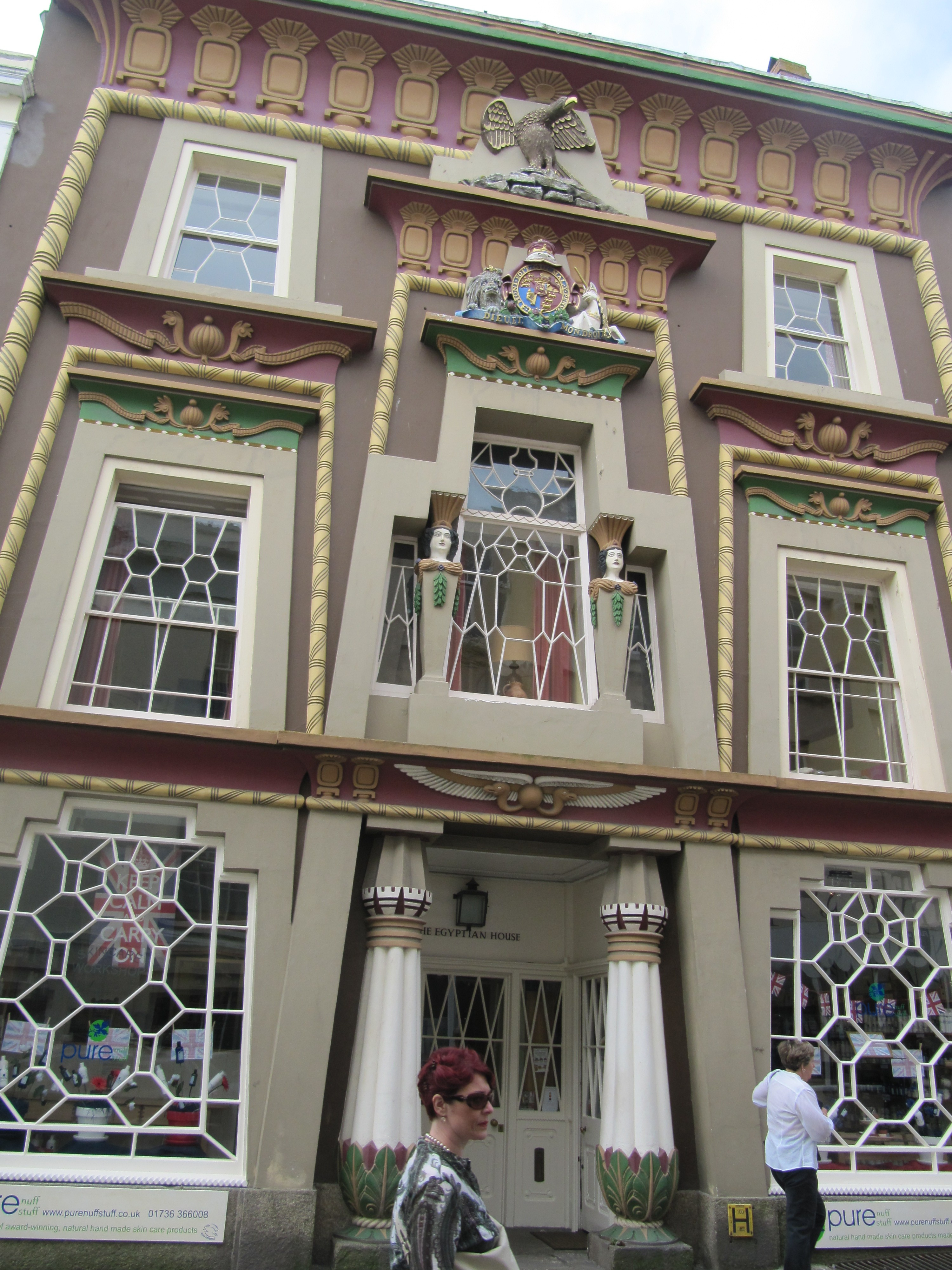
بنزانس، منزل مصري

إحياء العمارة المصرية في الجزر البريطانية عبارة عن مسح للزخارف المستمدة من المصادر المصرية القديمة والتي تحدث كأسلوب معماري. إحياء العمارة المصرية نادر نسبيًا في الجزر البريطانية. بدأت المسلات في الظهور في القرن السابع عشر، بشكل أساسي كسمات زخرفية على المباني، وبحلول القرن الثامن عشر بدأ استخدامها في بعض الأرقام كآثار جنائزية أو تذكارية. في أواخر القرن الثامن عشر، بدأ بناء الأضرحة على أساس الأهرامات المصرية، واستخدمت تماثيل أبي الهول كميزات زخرفية مرتبطة بالآثار أو مثبتة على أرصفة البوابة. بدأ أيضًا استخدام الصرح، وهو عبارة عن مدخل به دعائم منتشرة تدعم العتب، وأصبح شائعًا لدى المهندسين المعماريين.
نتيجة للغزو الفرنسي لمصر في عام 1798، أصبحت السجلات الأكثر دقة متاحة للمهندسين المعماريين وأصبح إحياء العمارة المصرية أسلوبًا معماريًا معترفًا به. مع تقدم القرن التاسع عشر، كانت الميزات المصرية، في بعض الأحيان، تستخدم للمباني الصناعية وخاصة الجسور المعلقة، وبعد عام 1830، كان أسلوب الإحياء المصري يستخدم غالبًا لمباني المقابر والآثار في المقابر. توجد بعض الأمثلة على الكنائس والمعابد اليهودية بهذا الأسلوب.
بحلول نهاية القرن التاسع عشر، كان النمط قد اختفى تقريبًا، ولكن في عام 1922 مع اكتشاف هوارد كارتر لمقبرة توت عنخ آمون، خضع النمط لإحياء دراماتيكي، فقد استخدم بشكل خاص في هندسة السينما وأحيانًا لمباني المصانع. يمكن خلط الأشكال الزاويّة للعمارة المصرية مع تلك الموجودة في الفن الزخرفي، مما يؤدي إلى نمط هجين من الفن الزخرفي ظهر في الثلاثينيات. في وقت لاحق، كان هناك عدد قليل جدًا من المباني على طراز إحياء العمارة المصرية.

## مصادر الأسلوب

مقدمة من وصف مصر

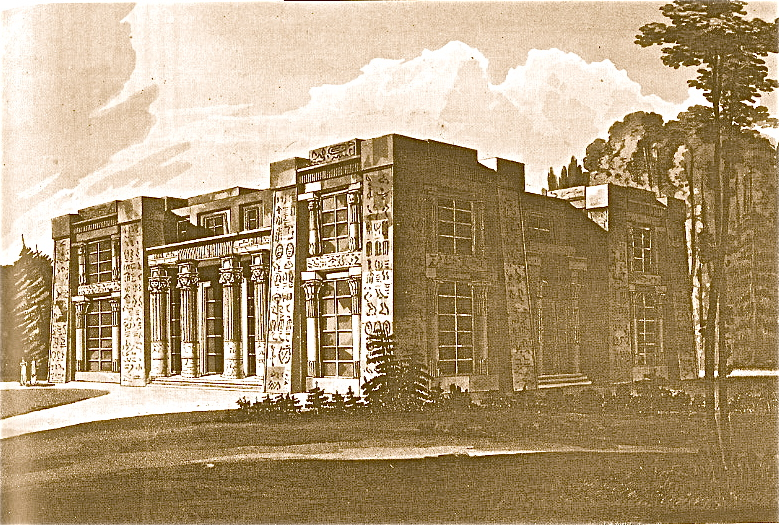
قصر مصري صممه جون راندال، 1806

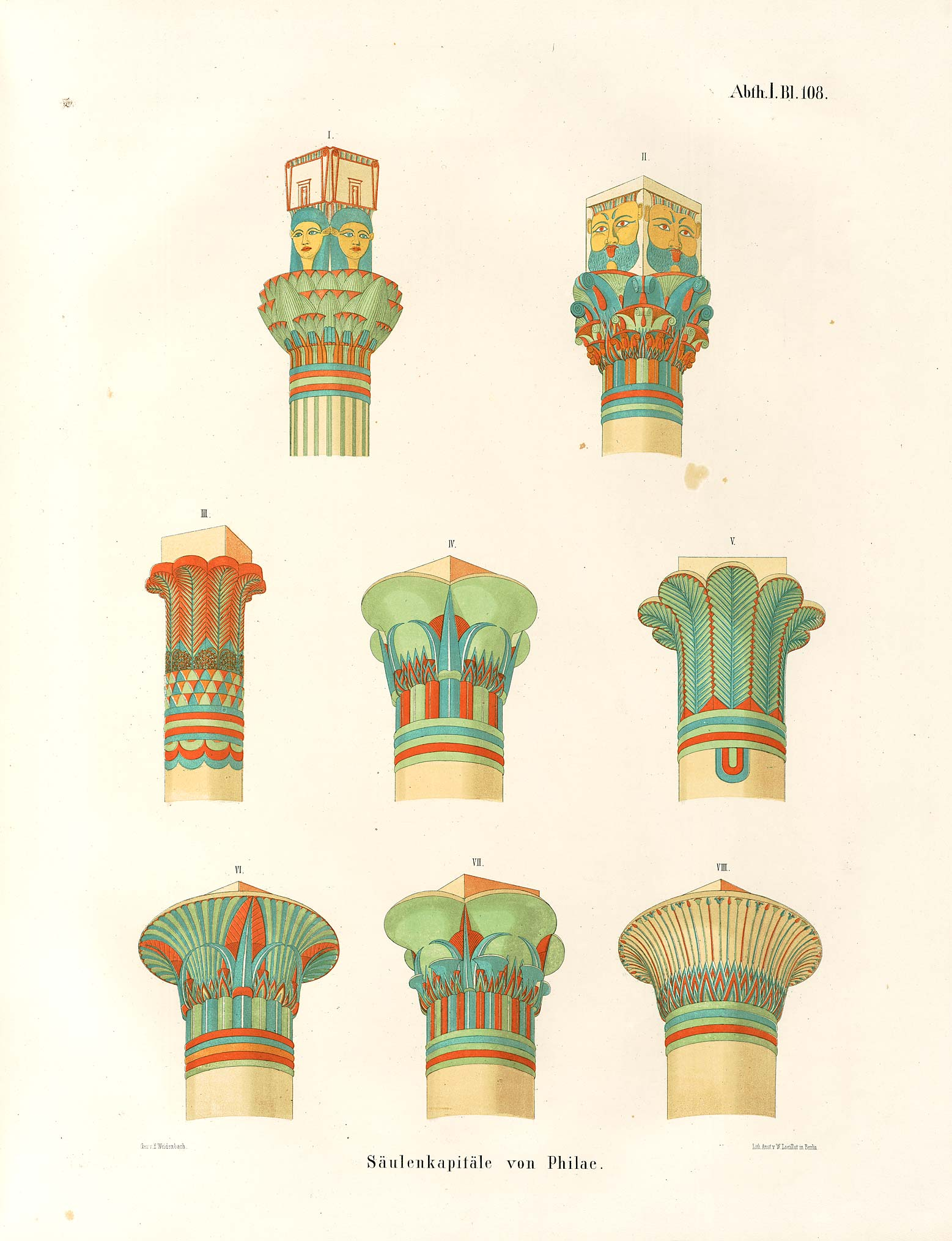
رسومات لجميع أنواع التيجان المعمارية من الحضارة المصرية القديمة من بعثة ليبسيوس 1842-1845

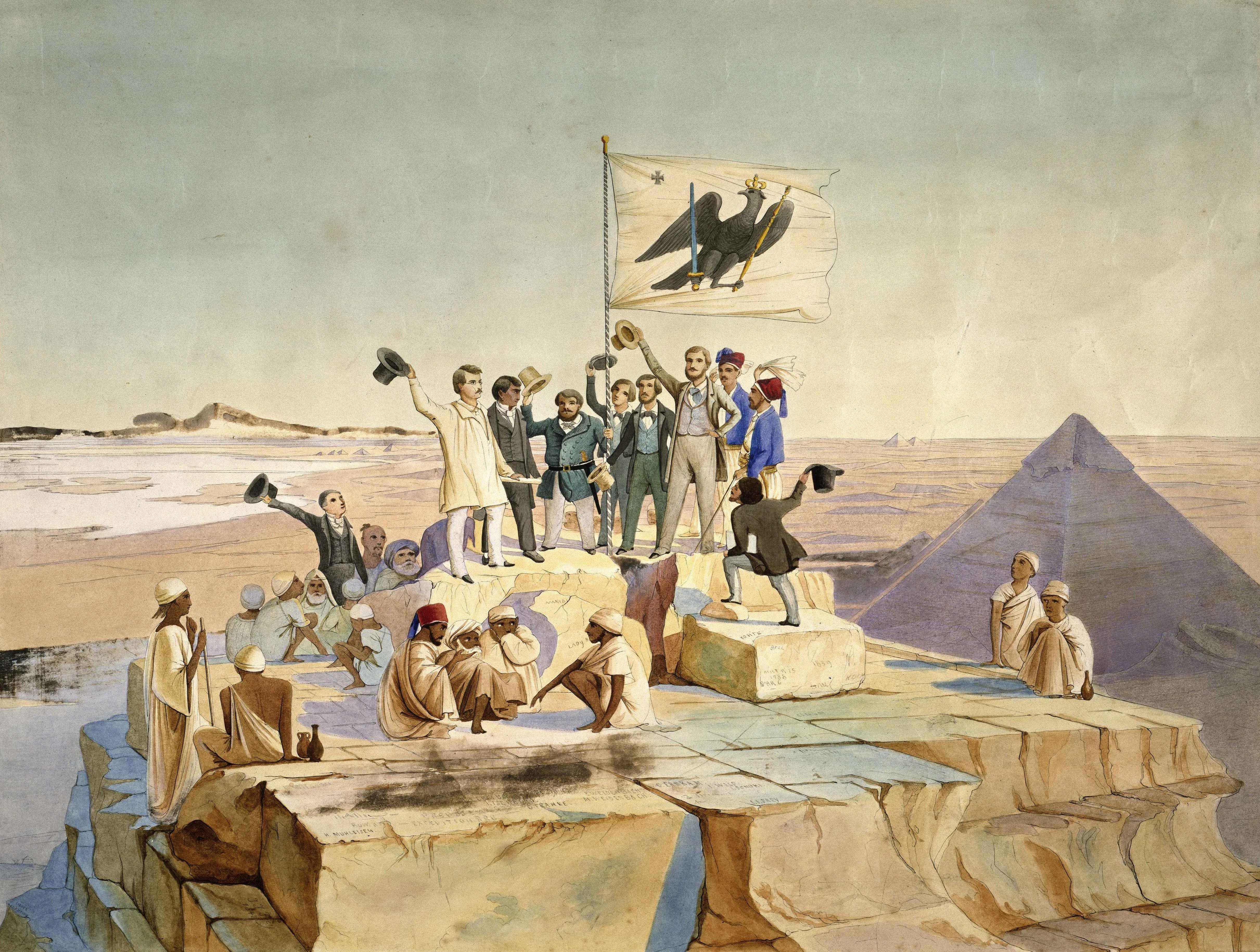
بعثة ليبسيوس في هرم خوفو ، تظهر جوزيف بونومي وجيمس ويليام وايلد

## أشكال وزخارف

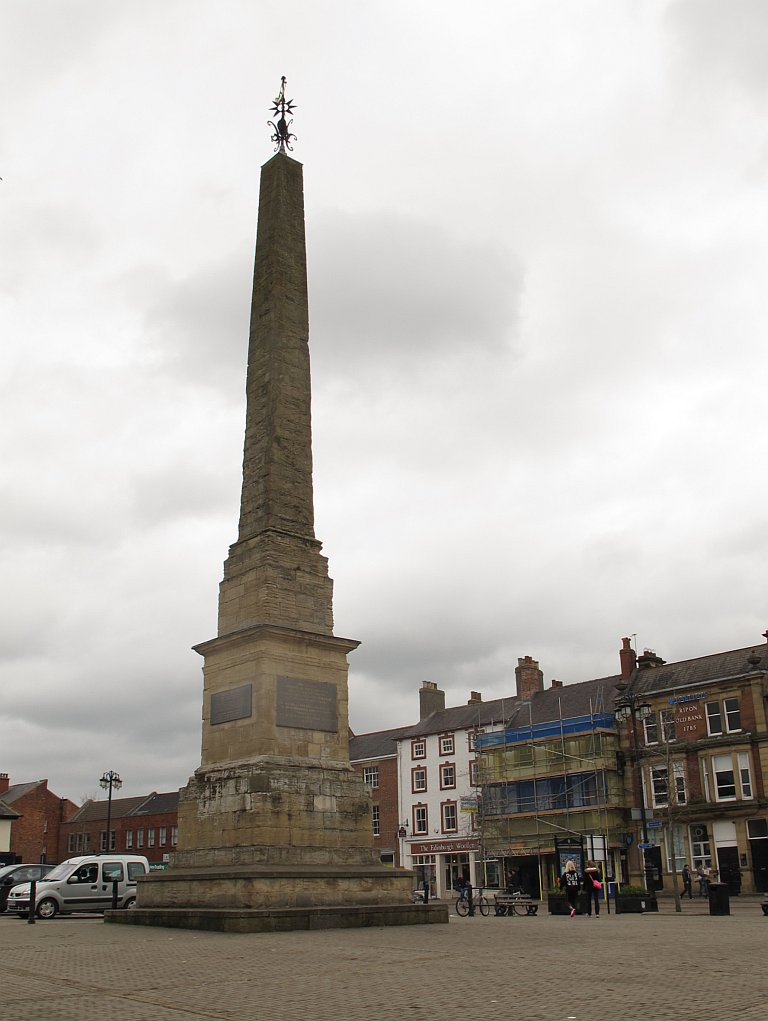
المسلة، سوق ريبون

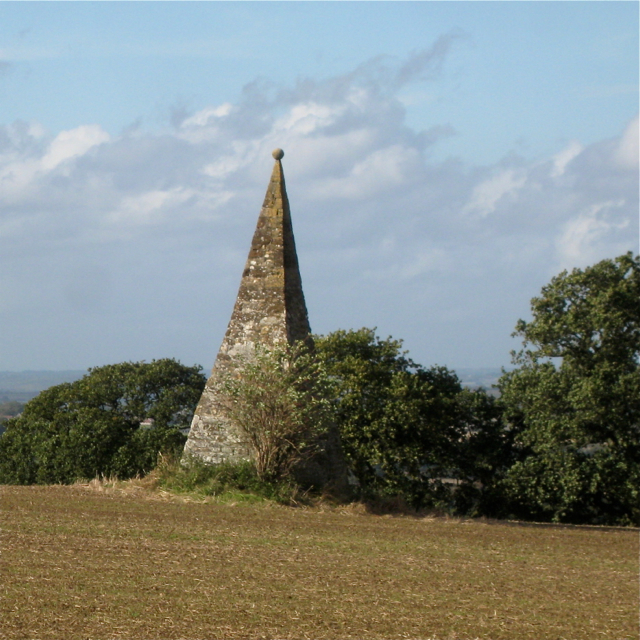
كومبتون بايك، منارة حجرية هرمية من القرن السادس عشر

### برج اليوبيل، مويل فاماو، فلينتشاير

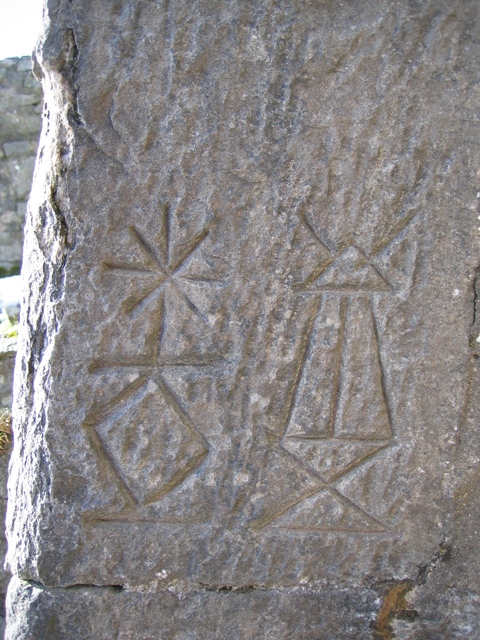
برج مويل فاو اليوبيل الهيروغليفية

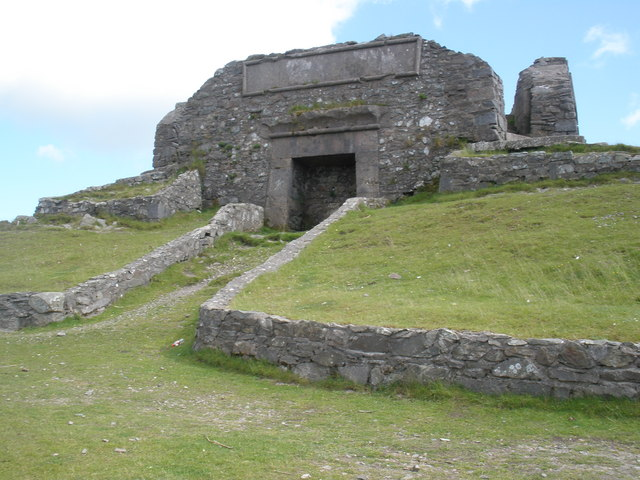
بقايا برج اليوبيل، في مويل فاماو

#### معرض المسلة

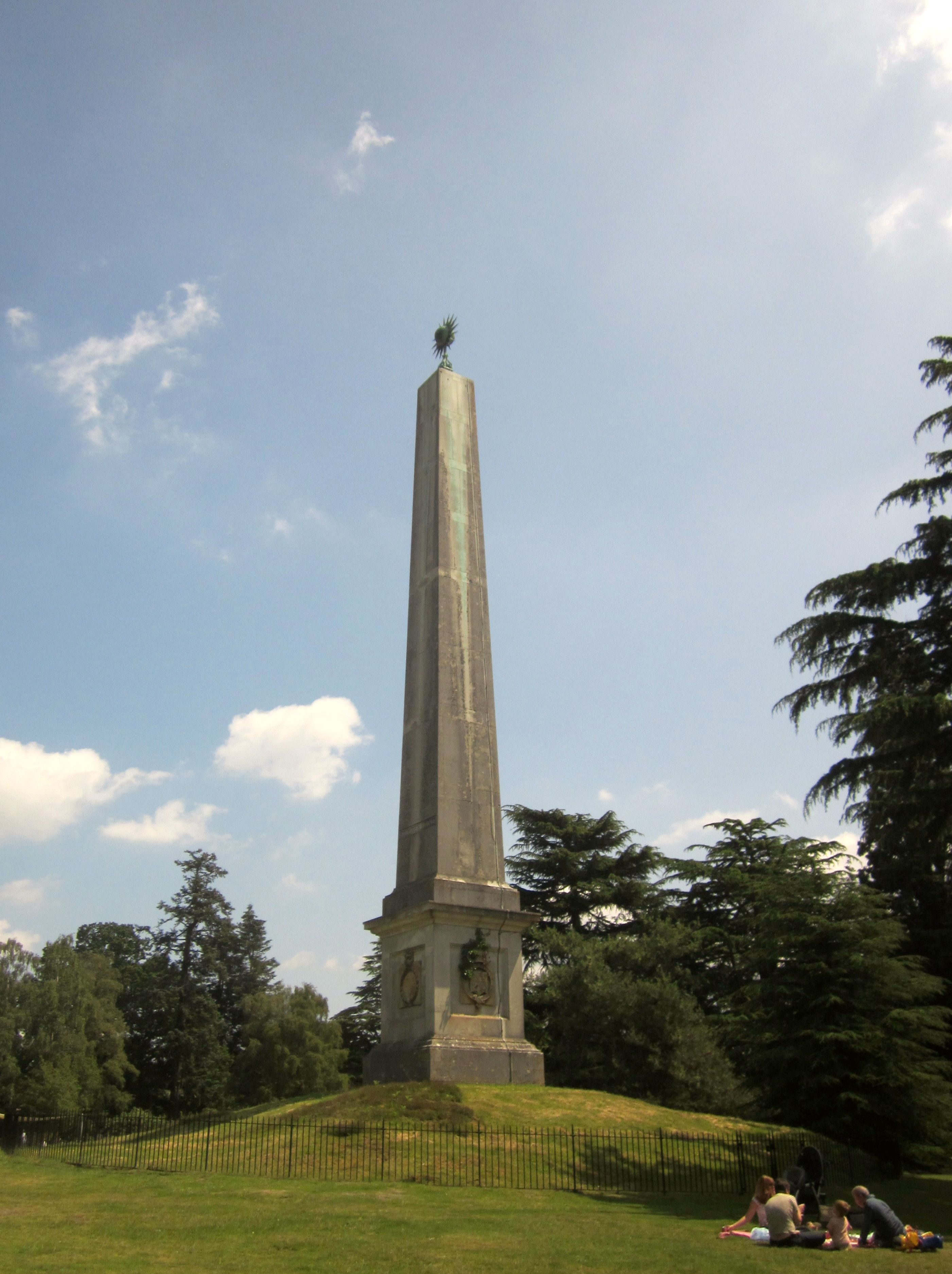
مسلة ديوك كمبرلاند 1765
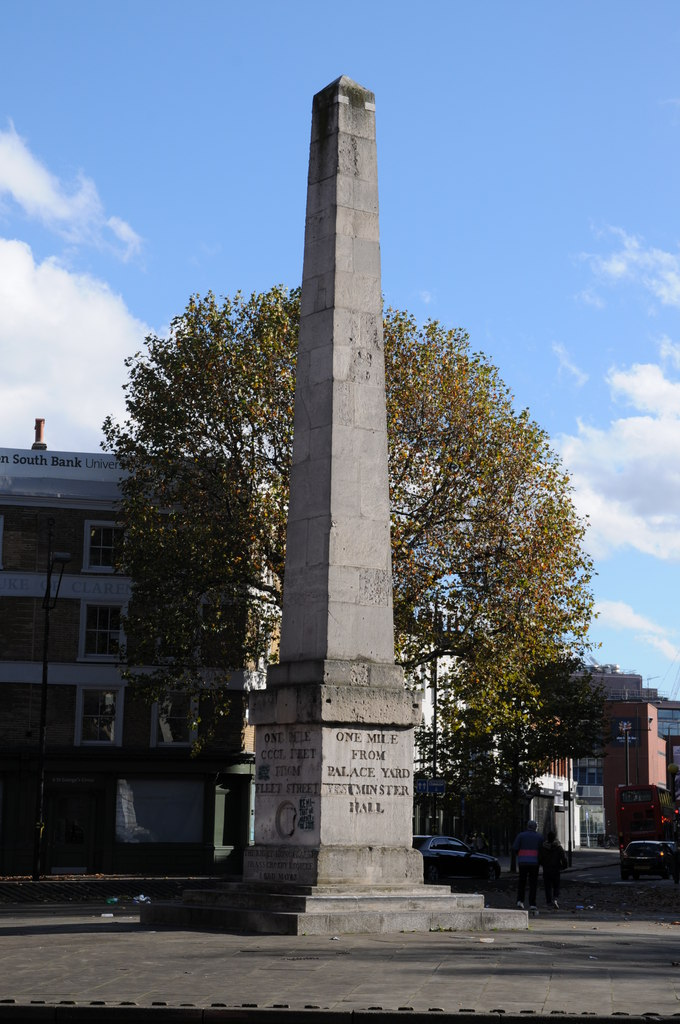
مسلة في سيرك القديس جاورجيوس
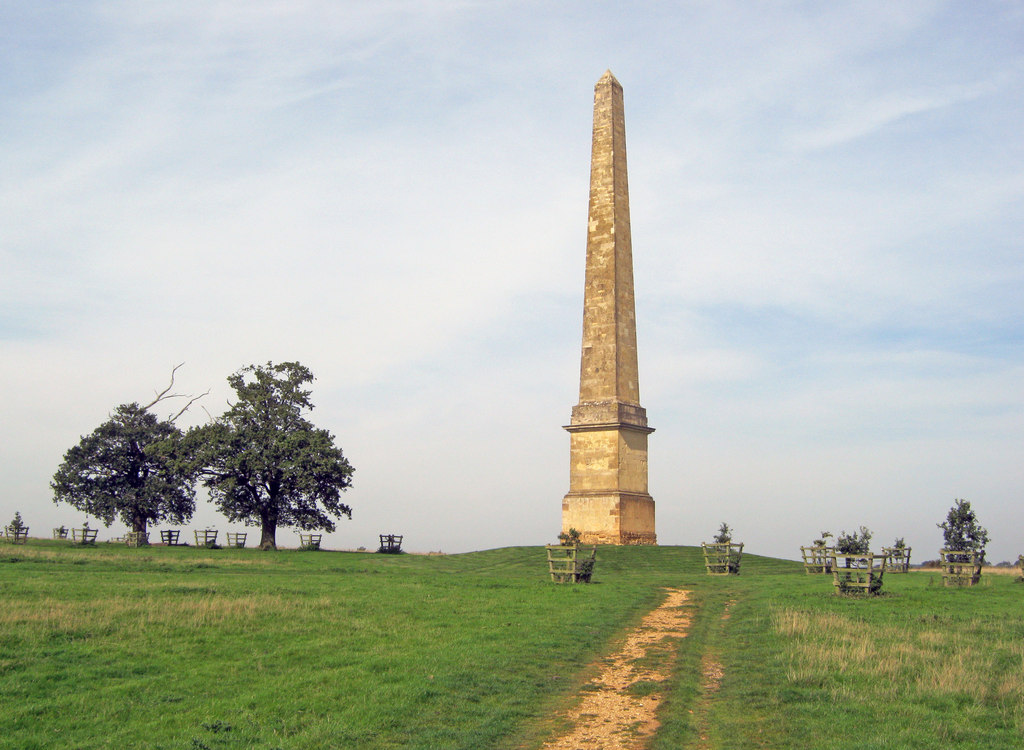
مسلة الجنرال وولف ستو، باكينهامشاير بعد 1759
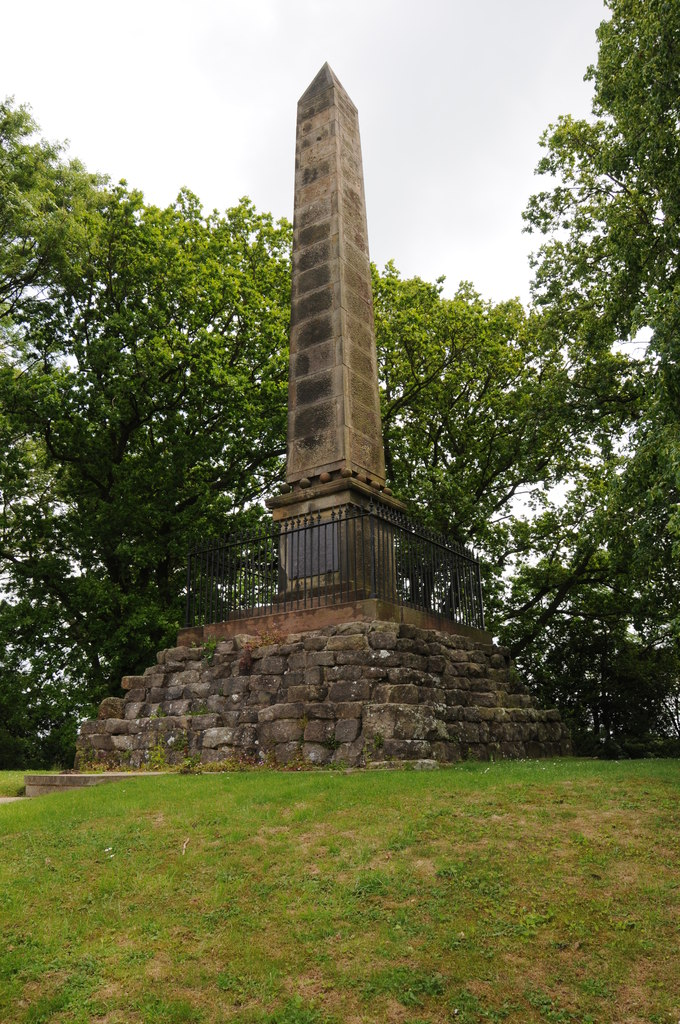
مسلة نصيبي
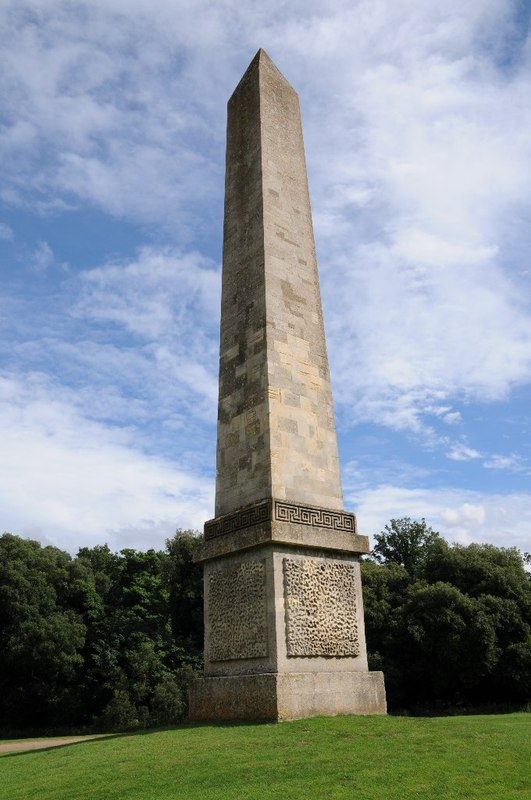
المسلة في هولكام بارك
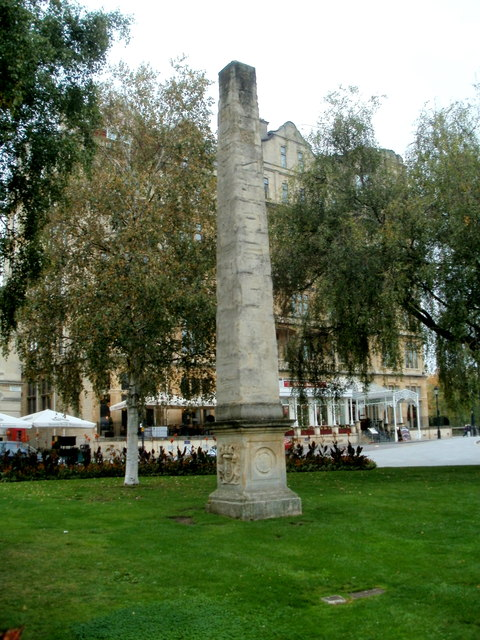
أمير المسلة البرتقالية، باث 1734
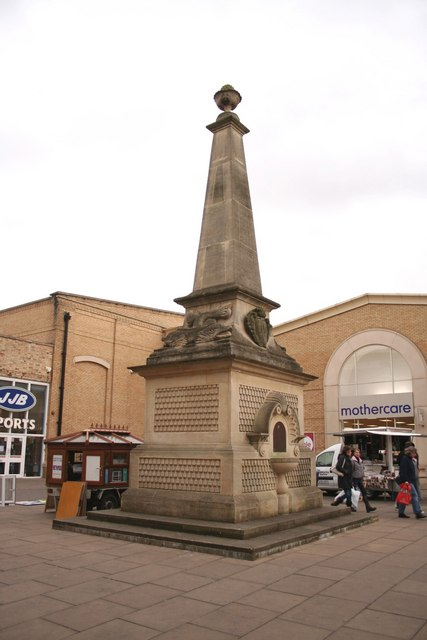
مسلة لينكولن هاي بريدج كانت في الأصل قناة مائية
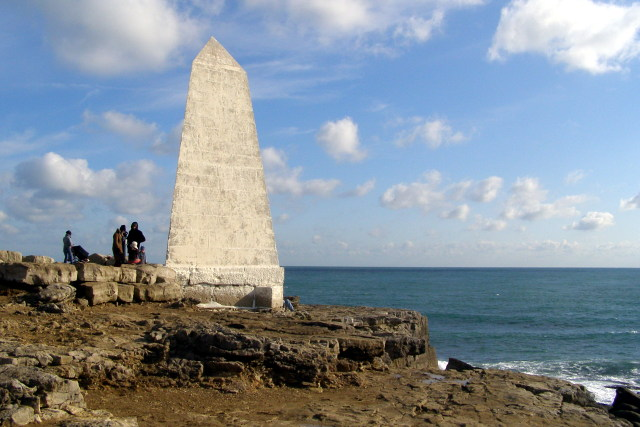
مسلة بيت الثالوث، بورتلاند بيل 1844

#### معرض الهرم

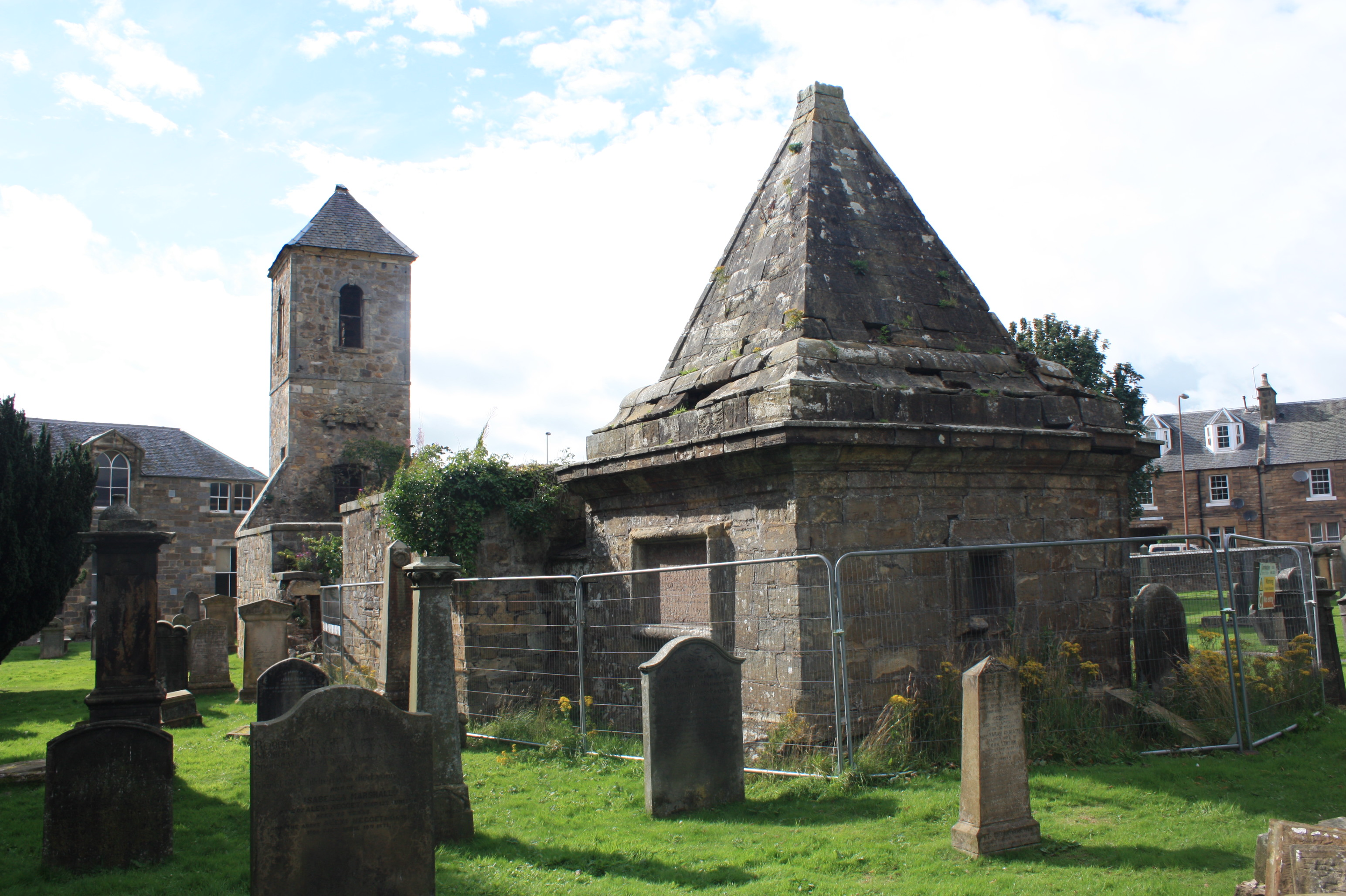
ضريح الكاتب وكيرك القديم بينيكويك
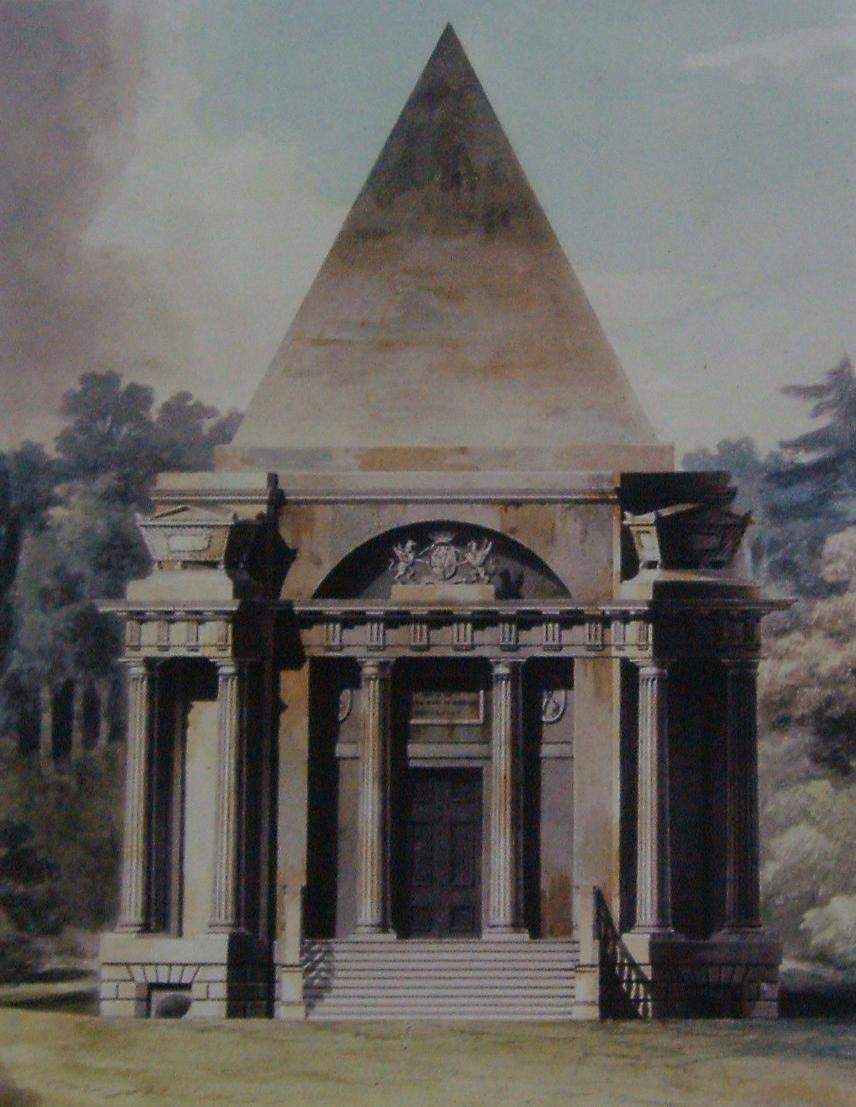
ضريح دارنلي، كوبهام بارك 1783
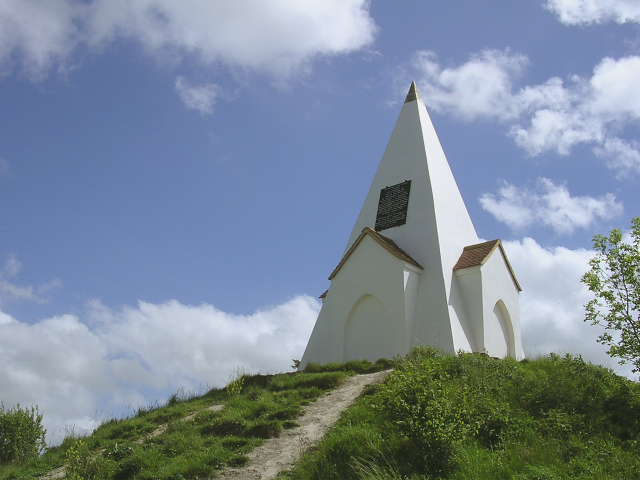
النصب التذكاري لخيول السباق فارلي ماونت 1734
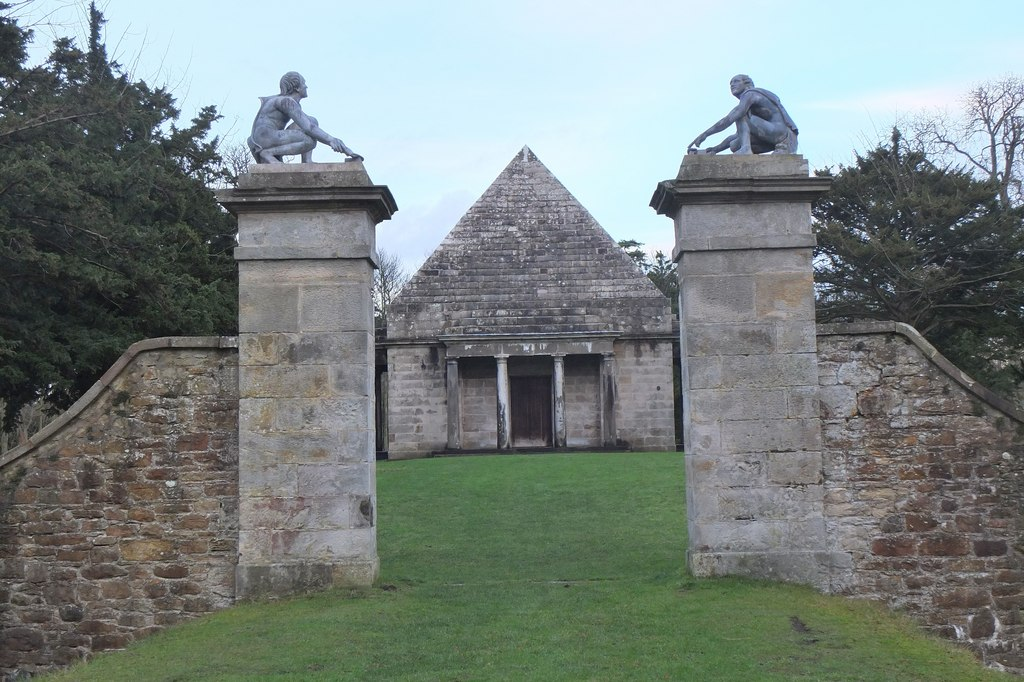
ضريح، عقارات جوسفورد
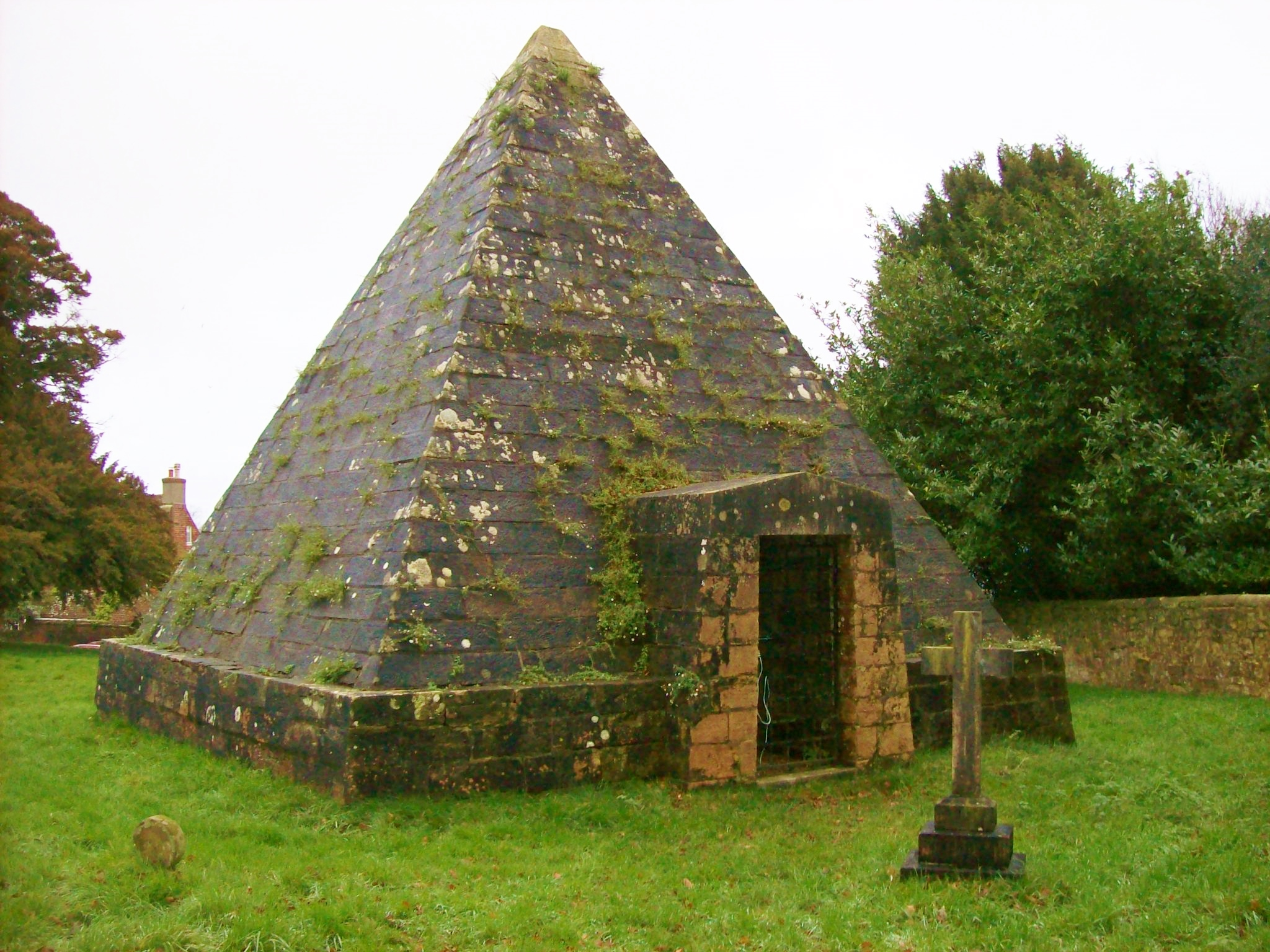
هرم برايتلينج 1834
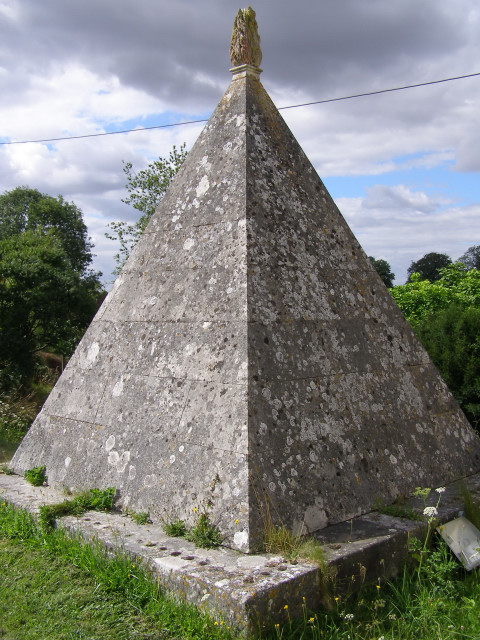
ضريح فرانسيس دوس، نيذر والوب، هامبشاير
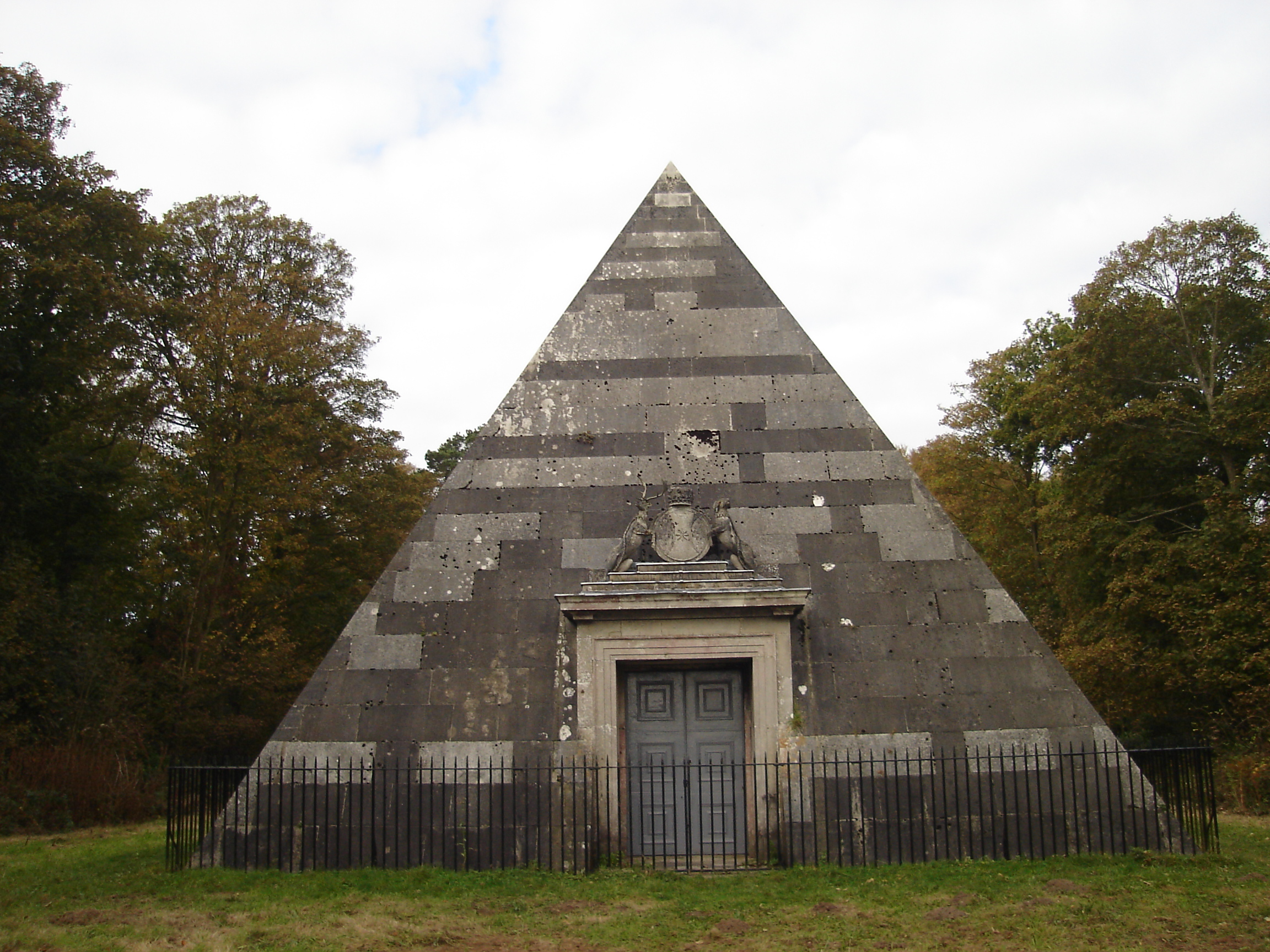
هرم بليكلينج
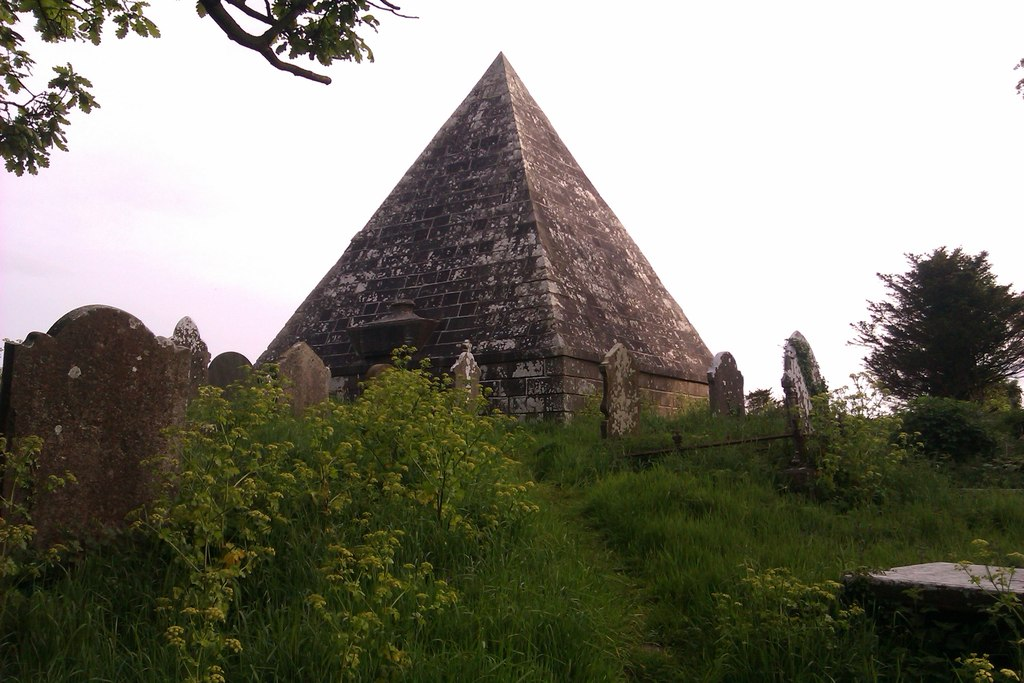
قبر الهرم، ويكلو، أيرلندا

### أبو الهول

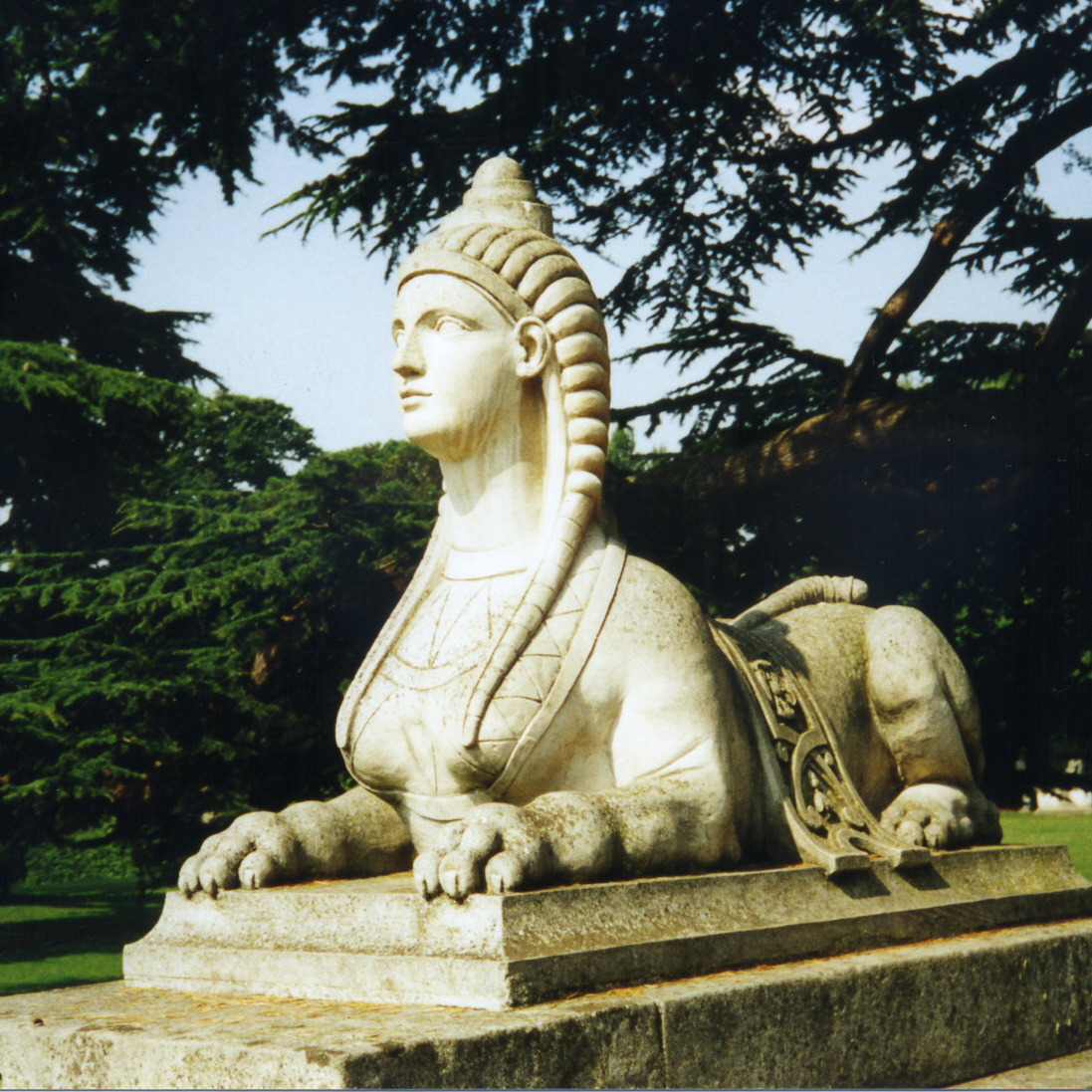
منزل تشيسويك أبو الهول على العشب

#### معرض أبو الهول

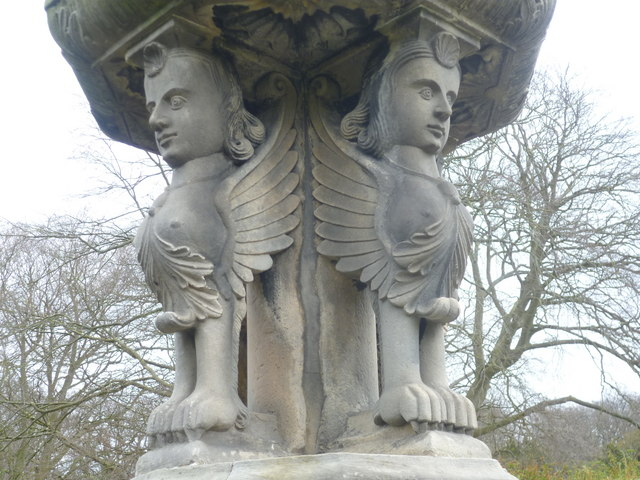
القرن السابع عشر مزولة أبي الهول، دير نيوباتل
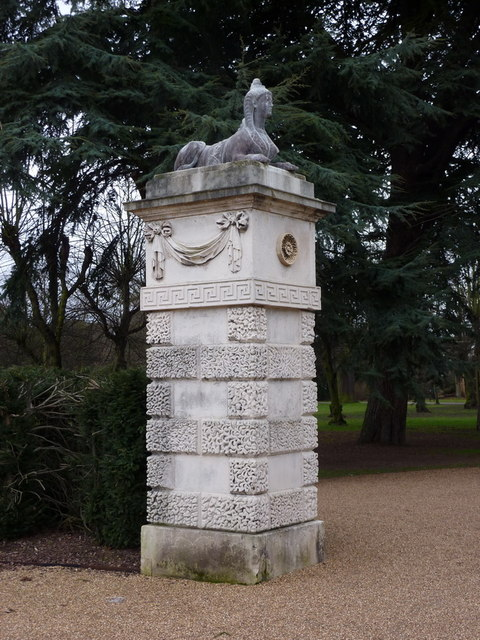
منزل تشيسويك، أبو الهول على عمود البوابة
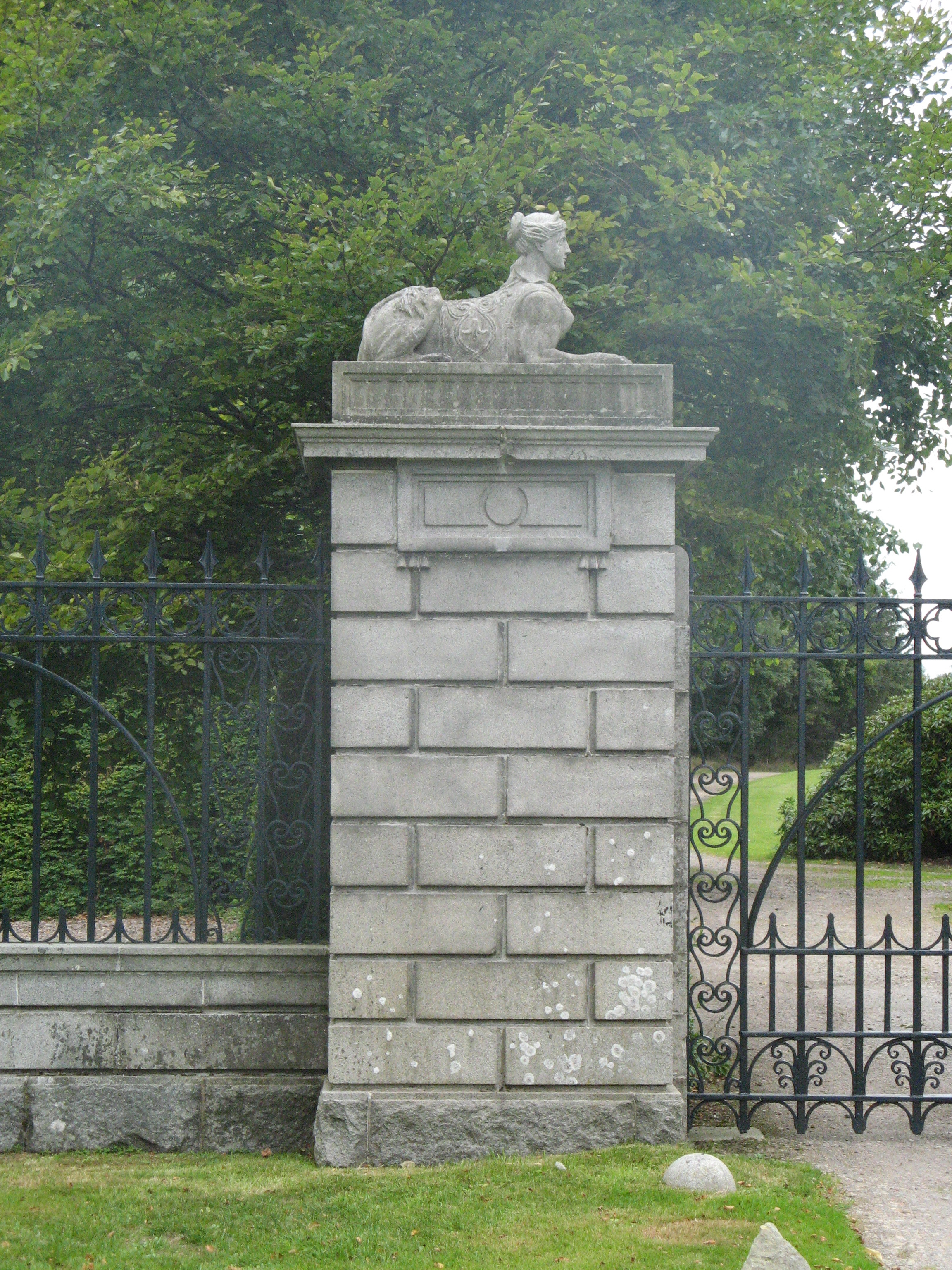
منزل كايرنس، رصيف بوابة لودج
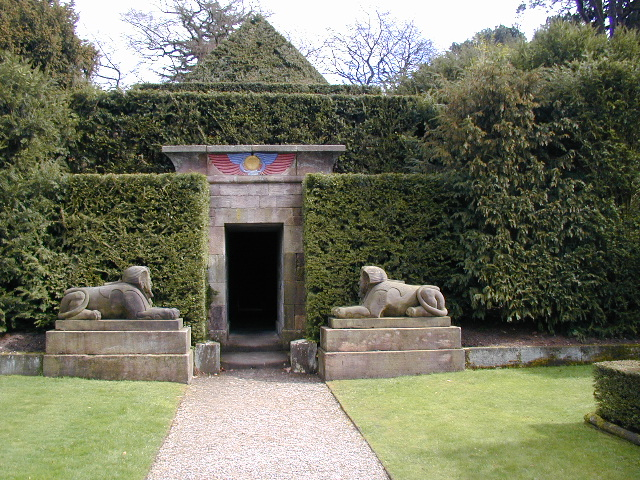
أبو الهول في الحديقة المصرية بدولف جرانج حوالي عام 1840

### متحف بولوك أو القاعة المصرية

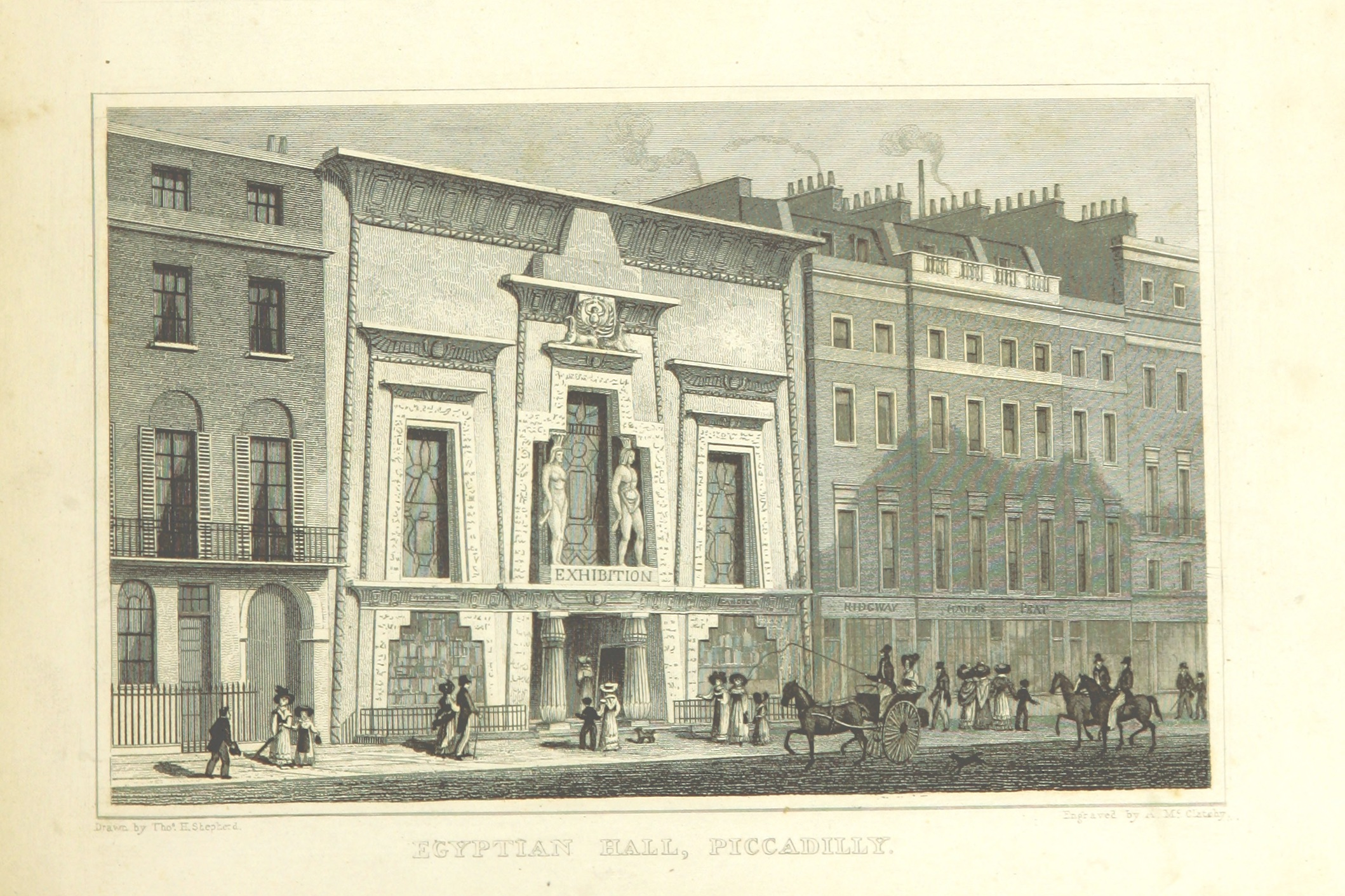
القاعة المصرية، بيكاديللي - الراعي ، تحسينات متروبوليتان (1828).

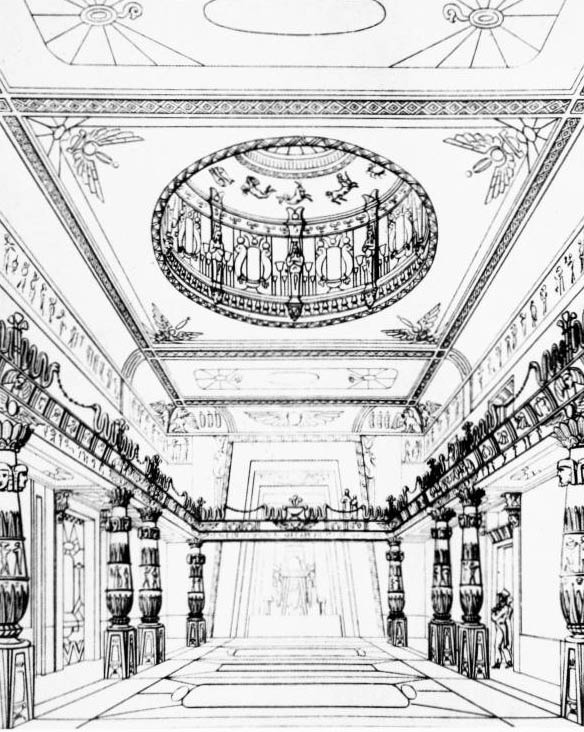
أعاد جون بابوورث تصميم القاعة الكبرى بالقاعة المصرية عام 1819.

### المكتبة المصرية، ديفونبورت

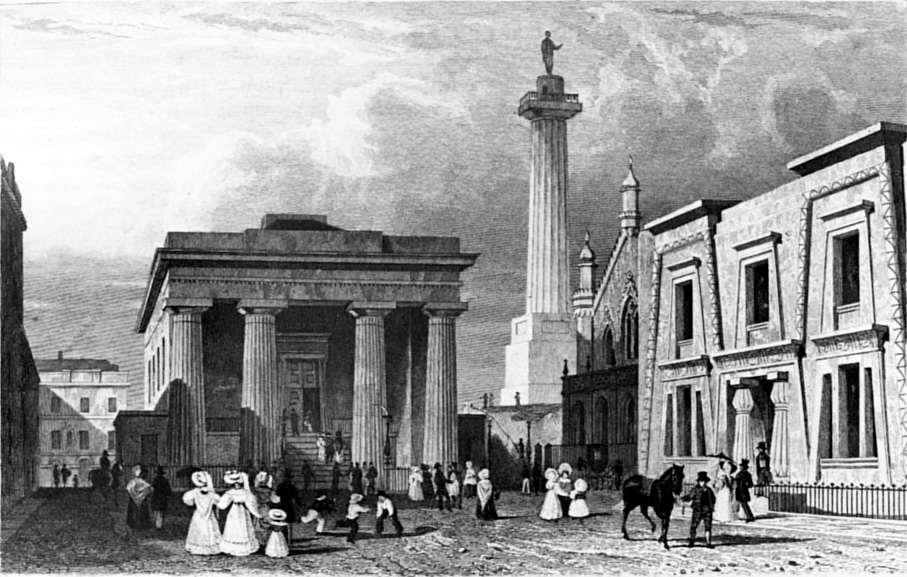
قاعة مدينة جيه فولستون ، العمود والمكتبة المصرية في ديفونبورت

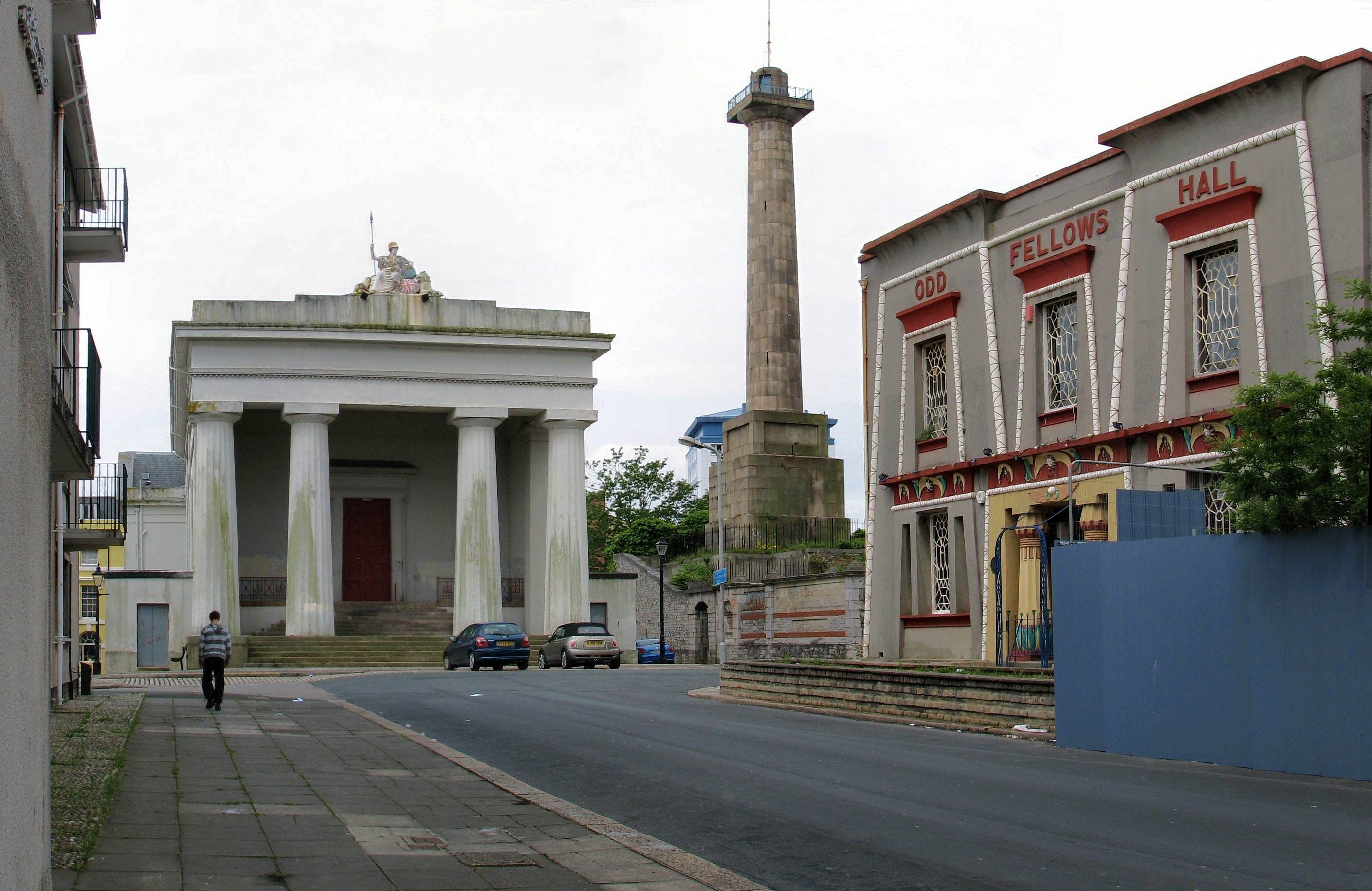
نفس العرض في 2008

### البيت المصري، بنزانس، كورنوال

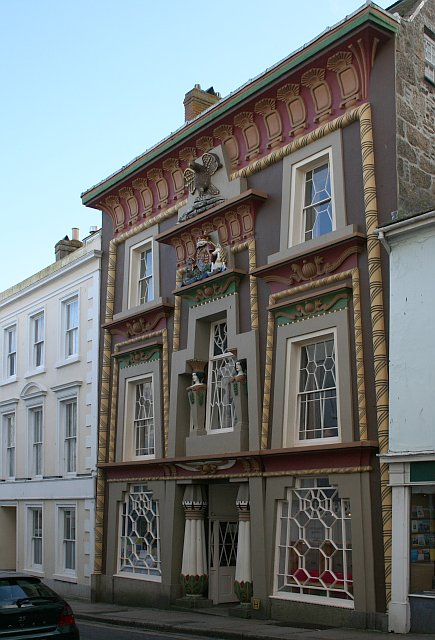
البيت المصري، شارع تشابل، بنزانس

### معهد ميكانيكا أو منزل حجرة الكاميرا، ستامفورد، لينكولنشاير

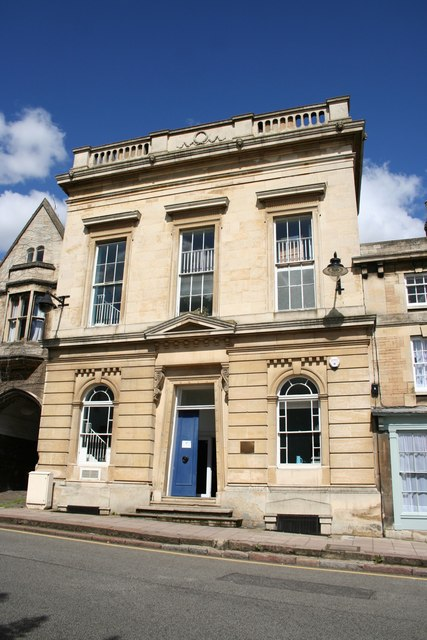
منزل الكاميرا الغامضة، ستامفورد، لينكولنشاير

### كنيس قديم، شارع كينج كانتربري

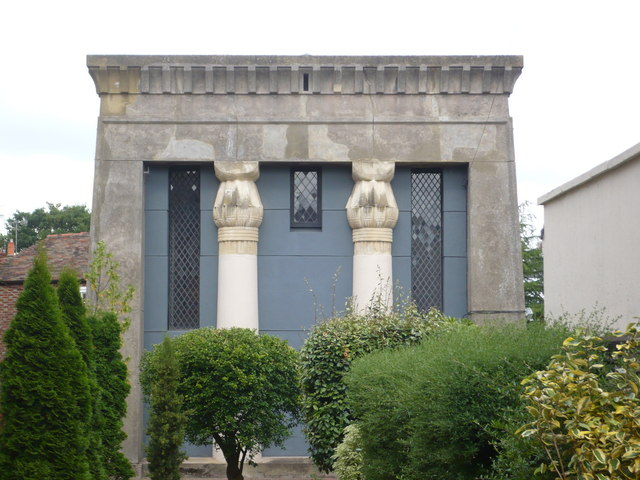
الكنيس القديم، شارع كينغز - كانتربري 1848

#### معرض الكنيسة

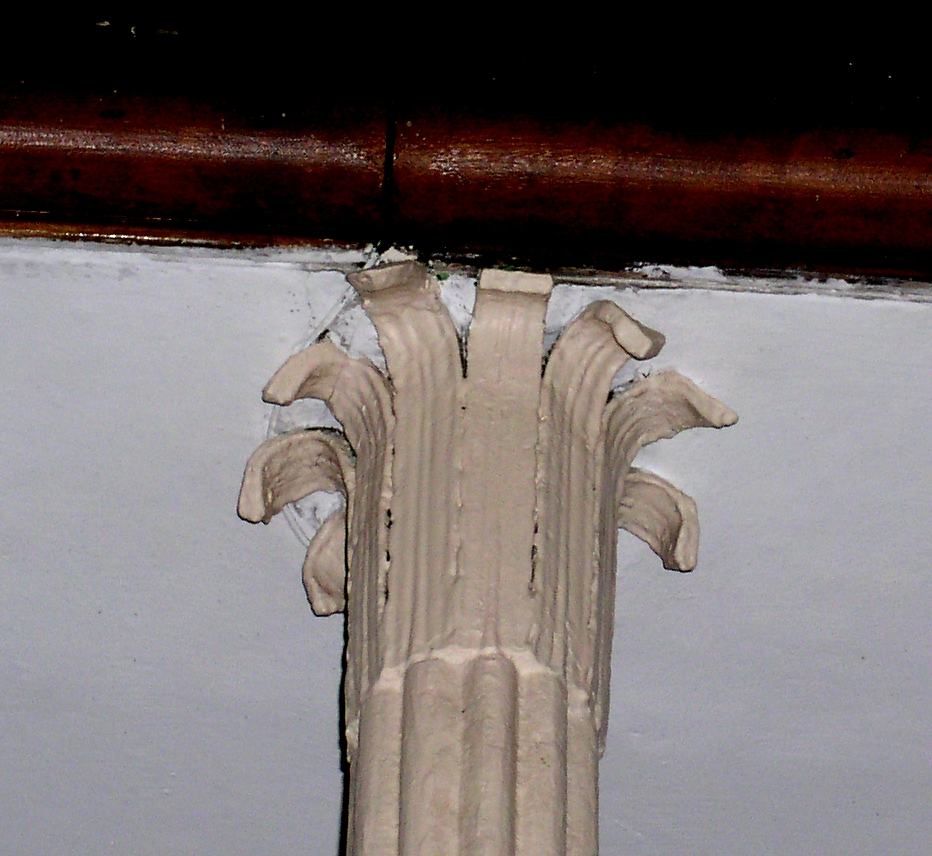
القديس يوحنا الإنجيلي، شيشستر - عاصمة إحياء العمارة المصرية
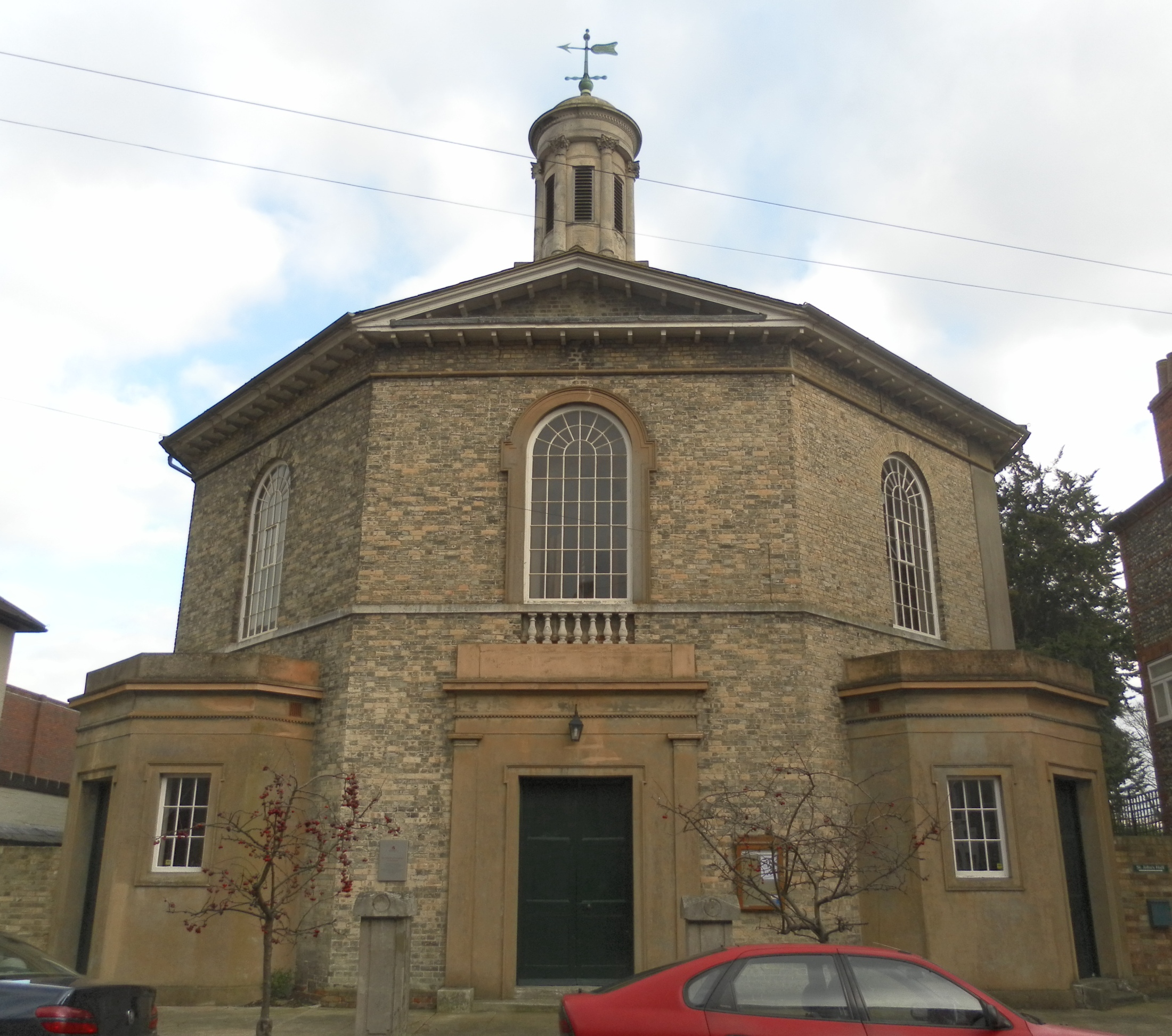
كنيسة القديس يوحنا الإنجيلي ، تشيتشستر
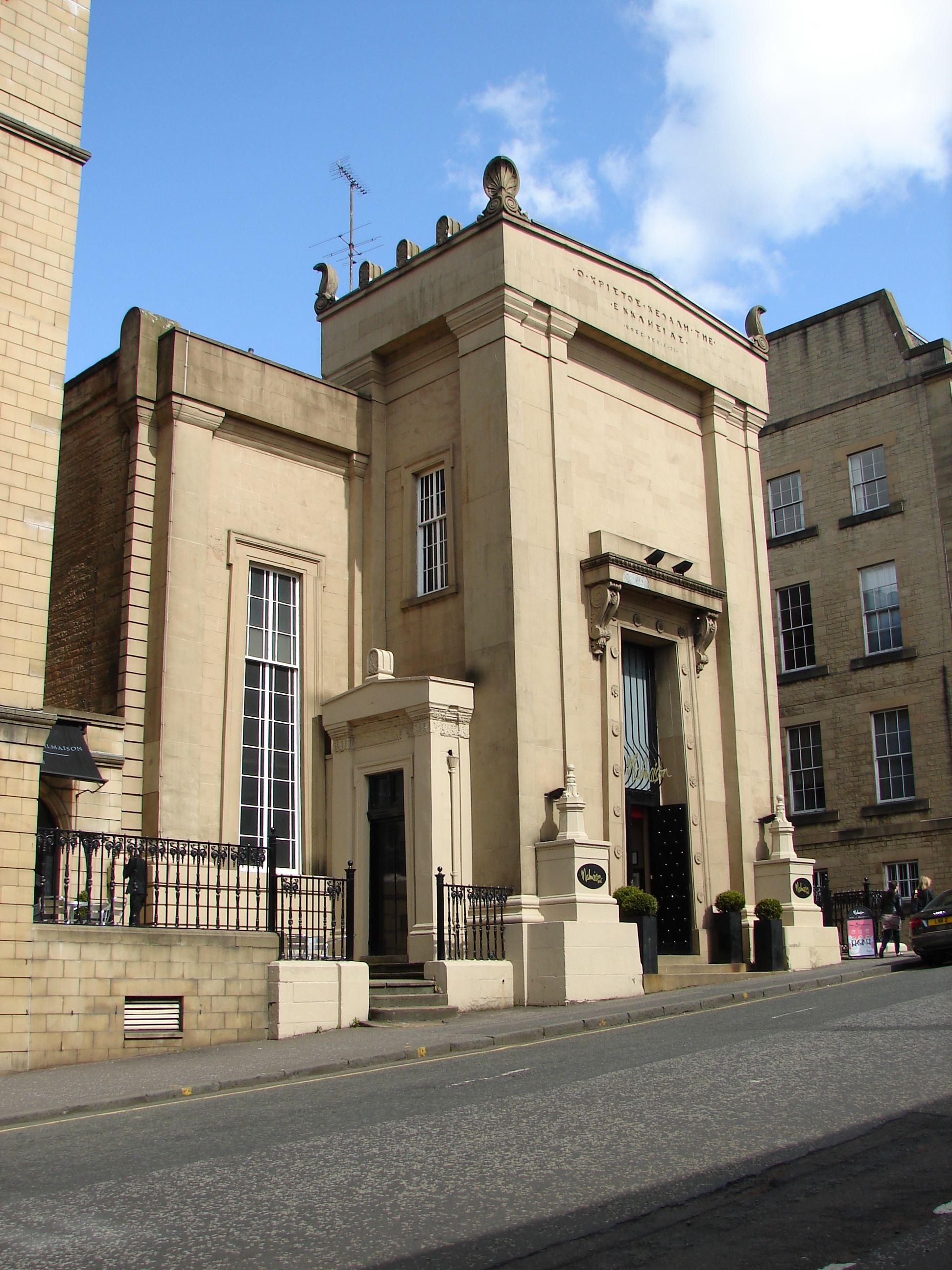
فندق مالميزون (كنيسة القديس جودس سابقًا)
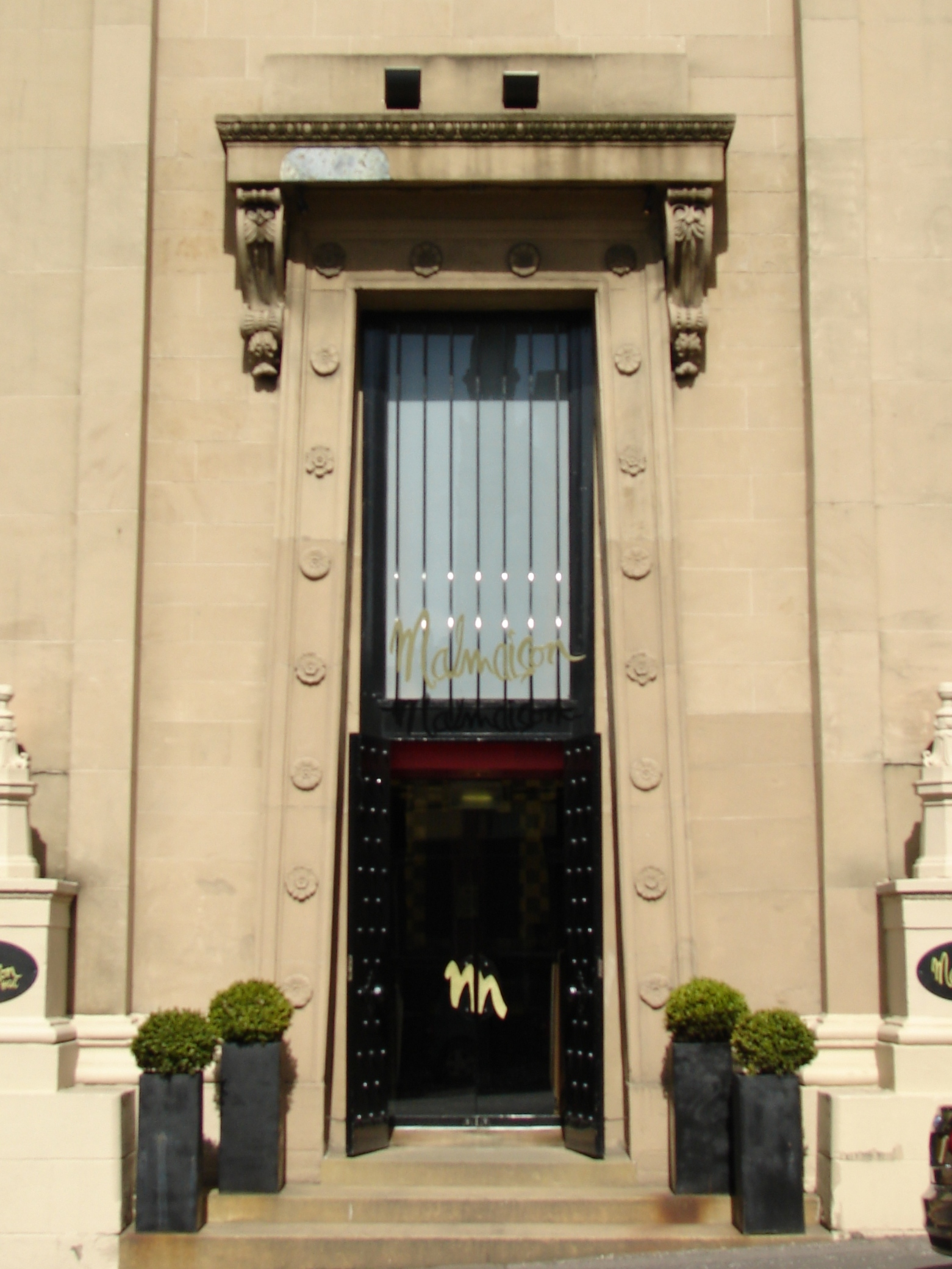
فندق مالميزون، مدخل غلاسكو، كنيسة القديس جود السابقة عام 1840

### القاعات المصرية، غلاسكو

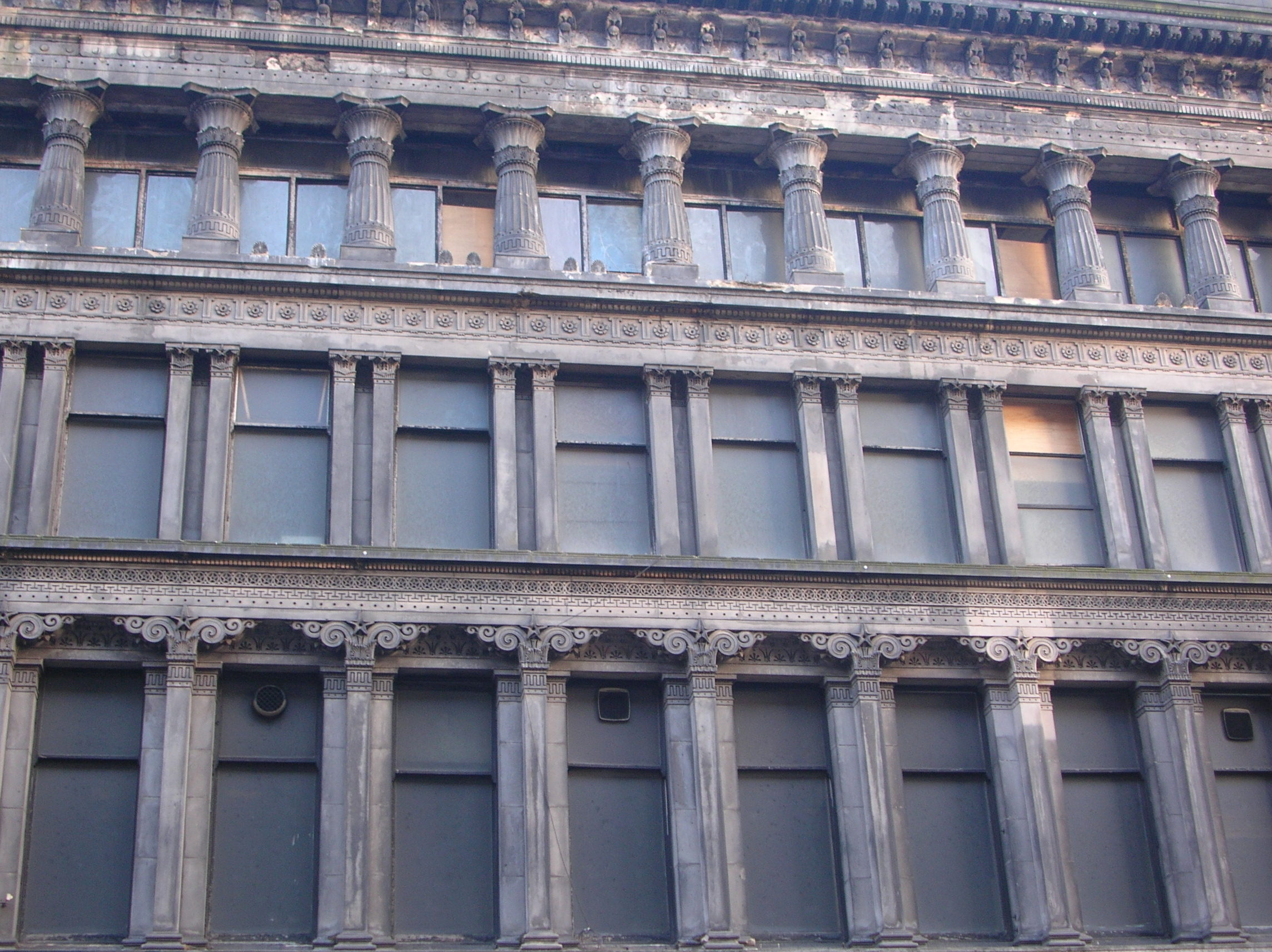
واجهة القاعات المصرية بشارع الاتحاد

### مقبرة أبني بارك 1838-40، هاكني، لندن

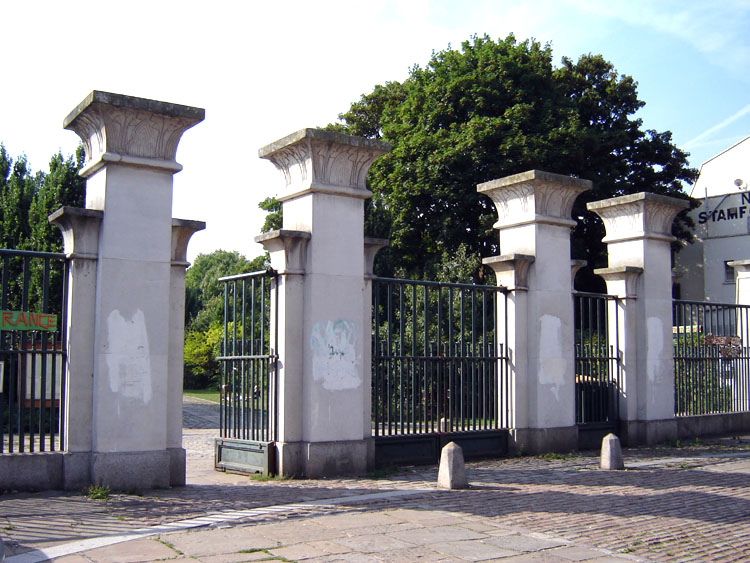
حديقة أبني البوابة الشرقية

### المقابر والمباني في المقابر

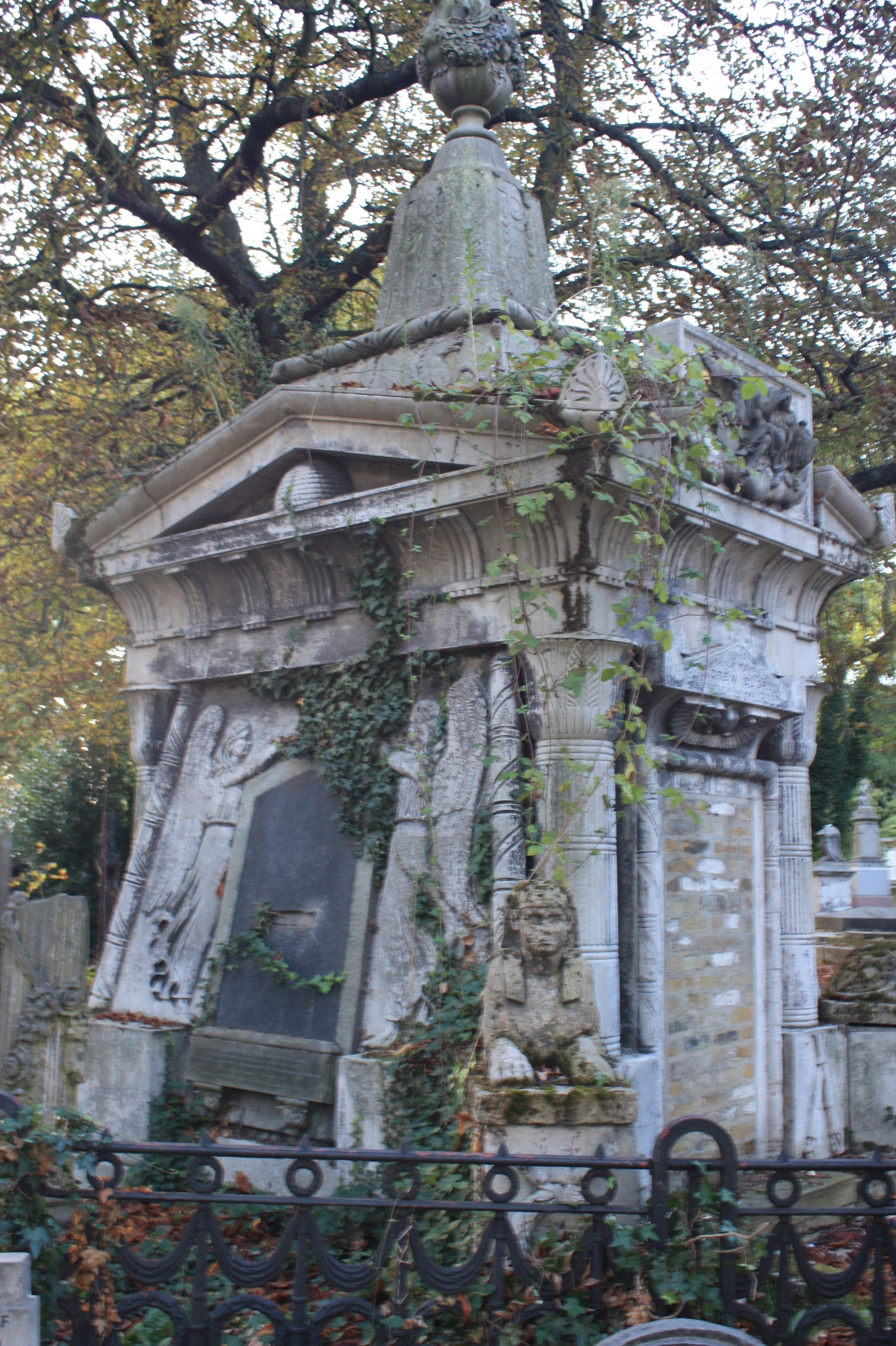
قبر أندرو دوكرو، مقبرة كنسال الخضراء
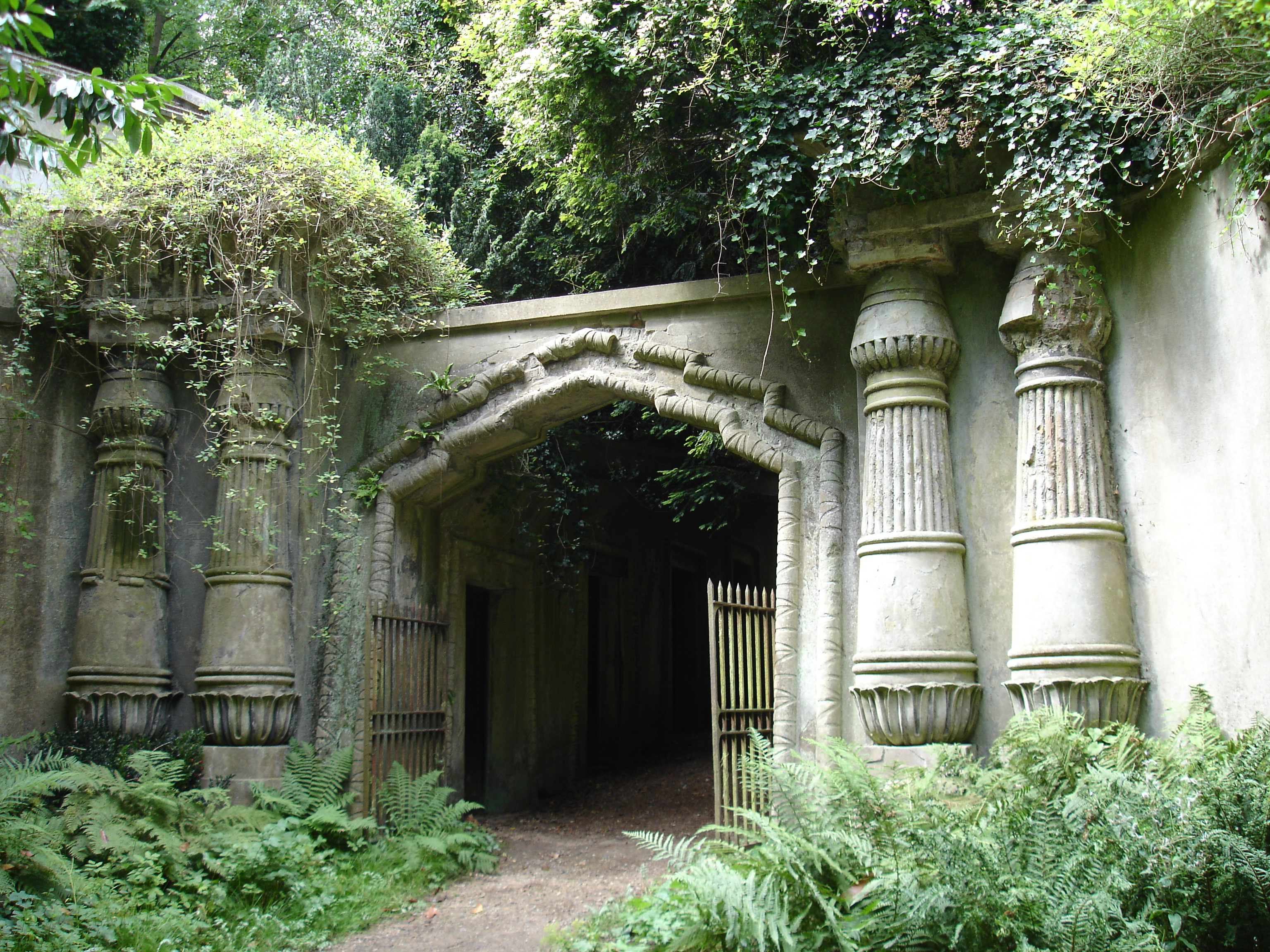
مقبرة الجادة المصرية هايغيت
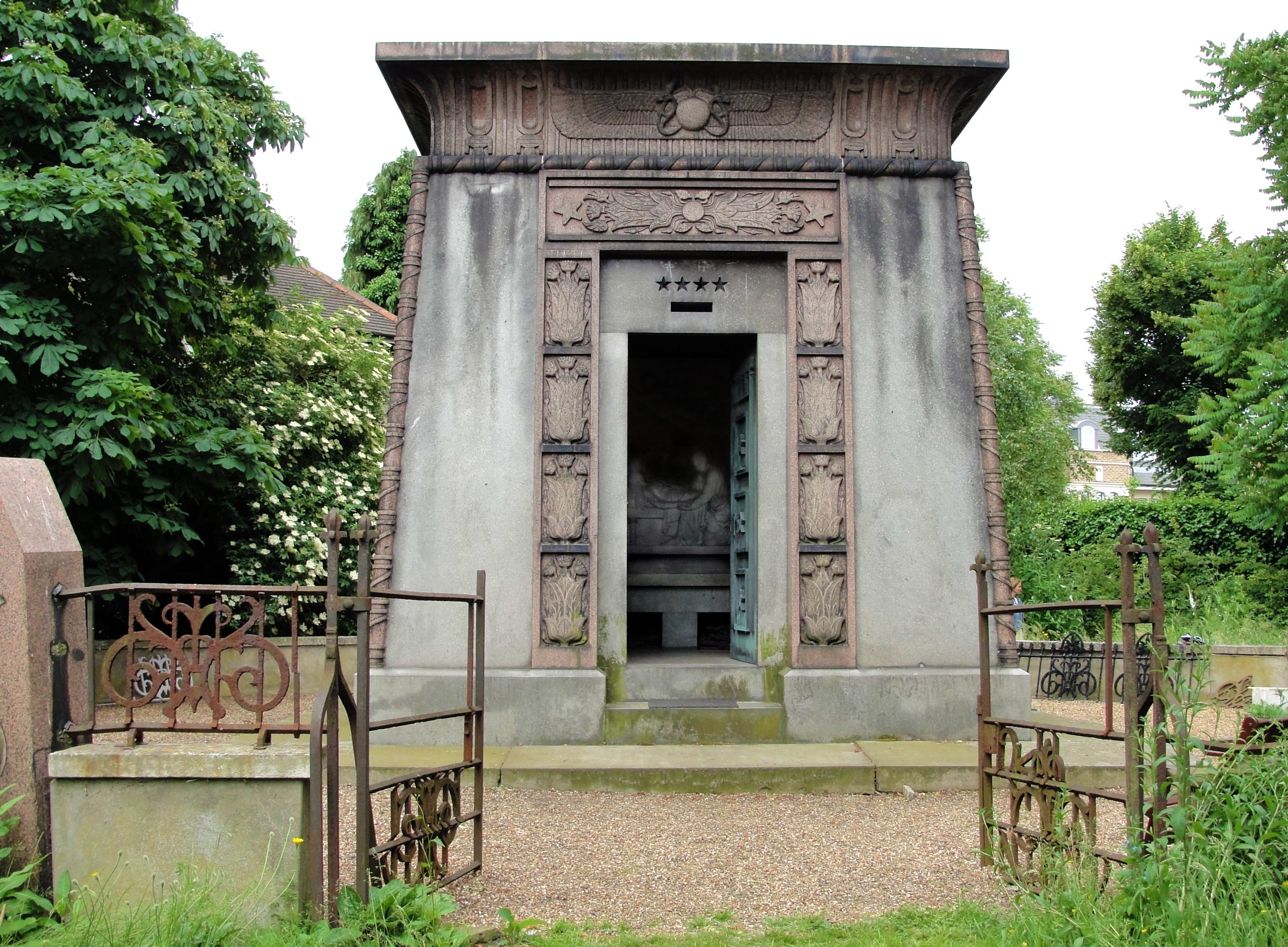
مدخل ضريح كيلمورى ريتشموند على نهر التايمز
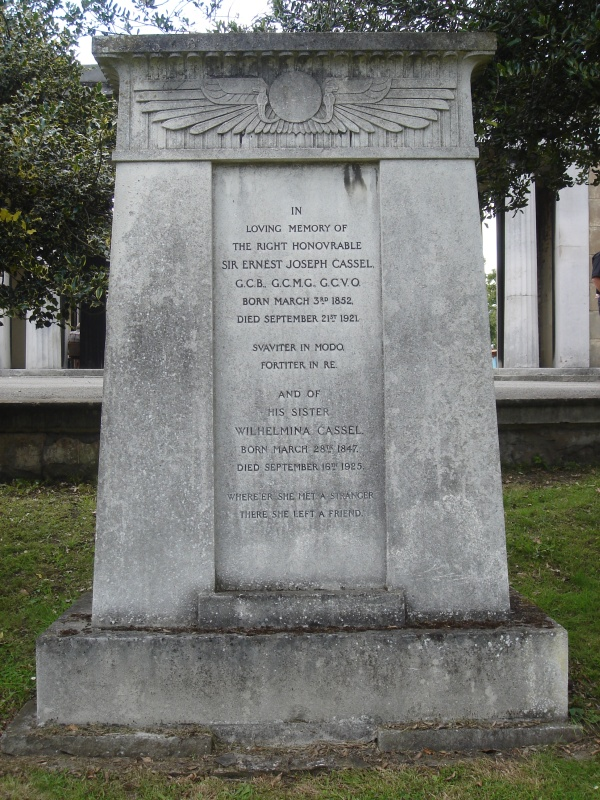
إرنست كاسل، مقبرة كنسل الخضراء، حوالي 1925
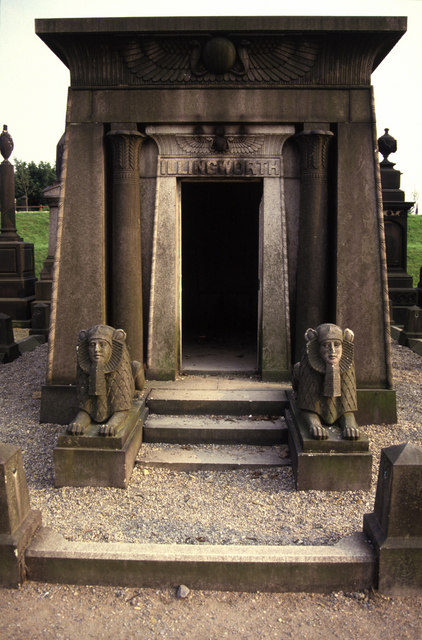
مقبرة Illingworth ، مقبرة Undercliffe ، برادفورد
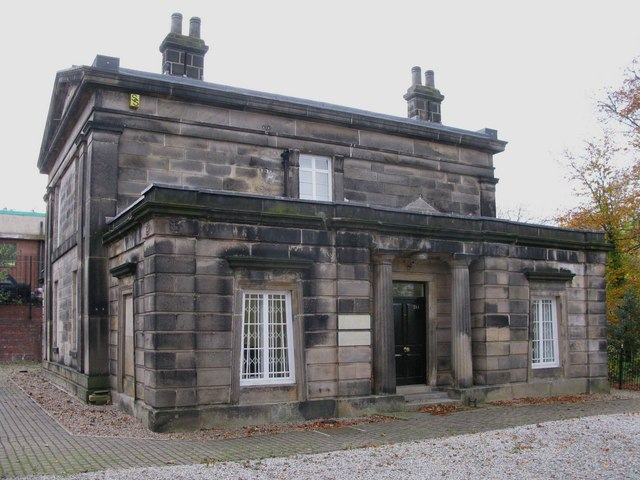
منزل المسجل، مقبرة شيفيلد العامة
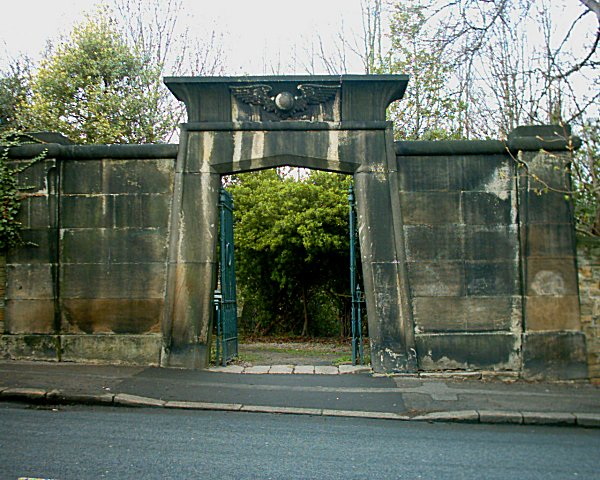
مقبرة شيفيلد العامة - بوابة مصر

### بوابة إلى محطة الملاحة سليفورد

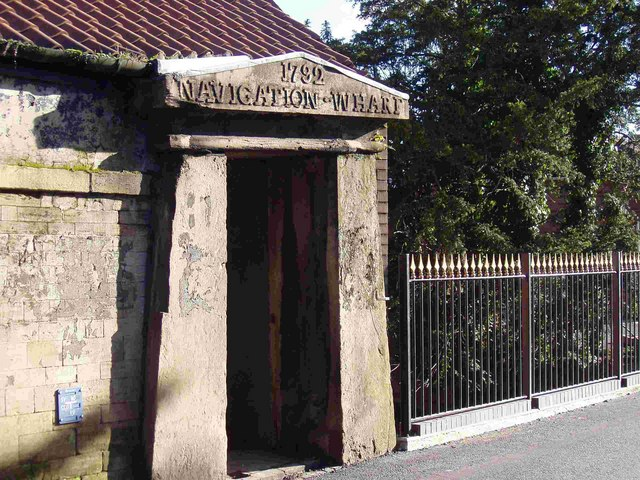
ملاحة وارف، سليفورد، لينكولنشاير.

### أعمال الحديد اللورد بوت، رايمني

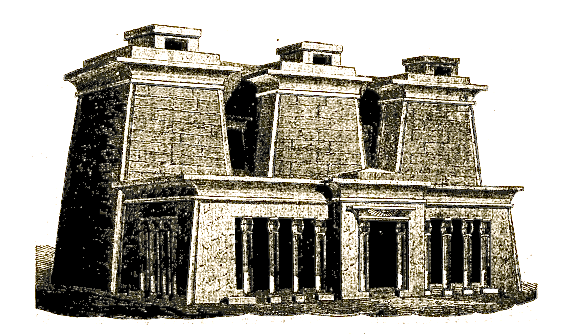
أفران حديدية بمصانع الحديد المصرية عام 1828

### تمبل ميل أو طاحونة مارشال، ليدز

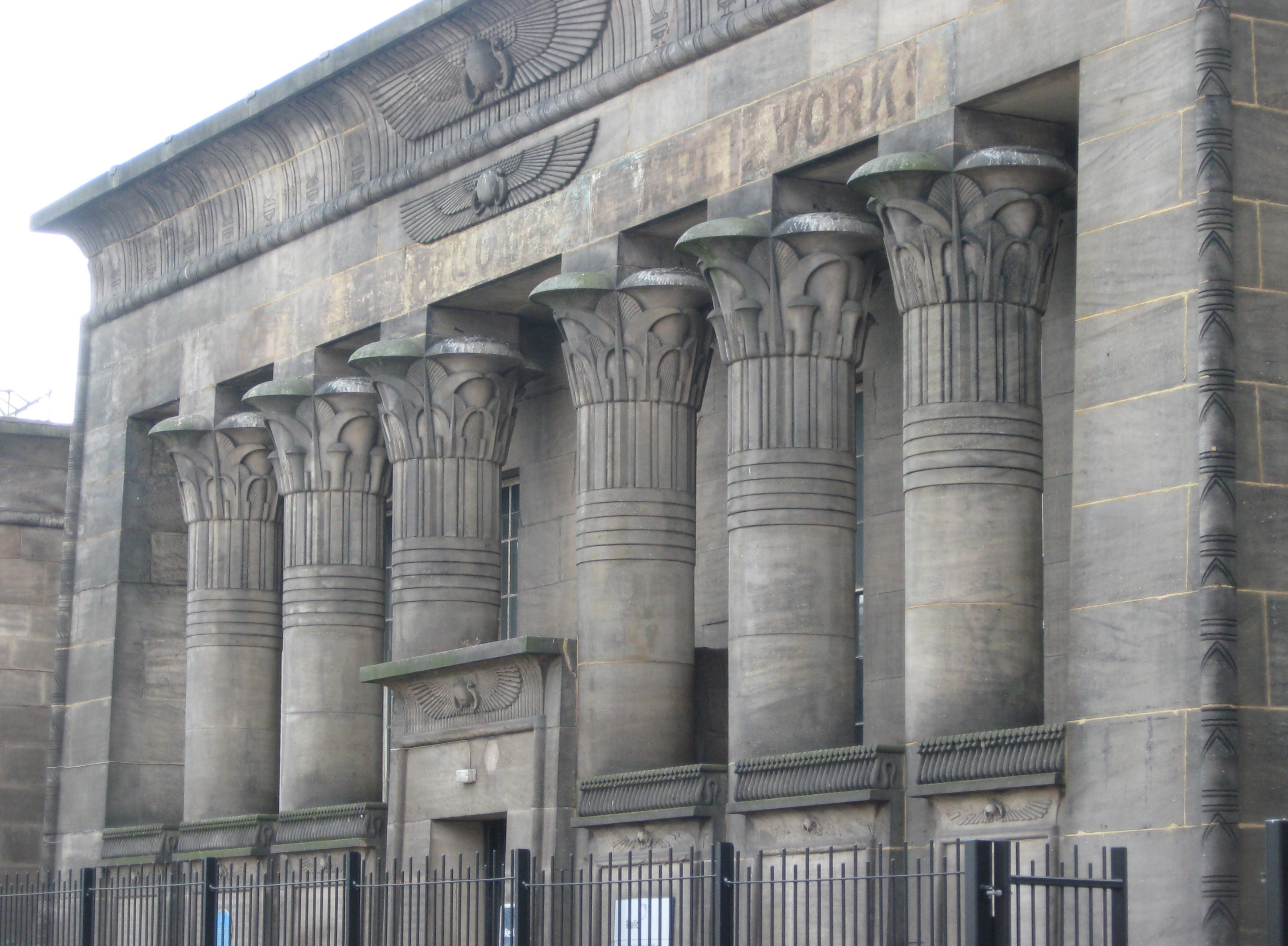
تمبل وركس

### محطات مياه شرق فارلي السابقة

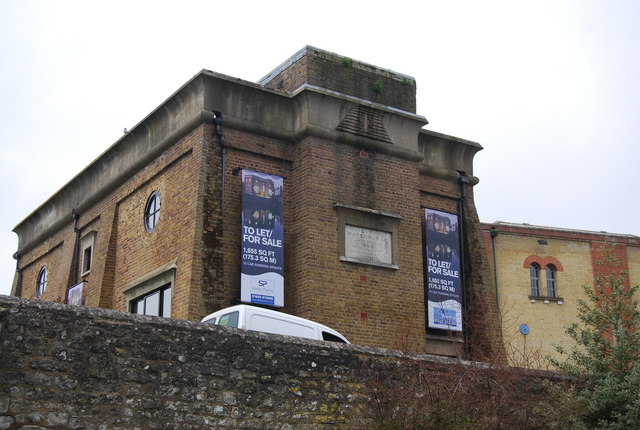
محطة مياه ميدستون، شرق فارلي 1860

### المنارات الاسكتلندية وأكواخ الحراس

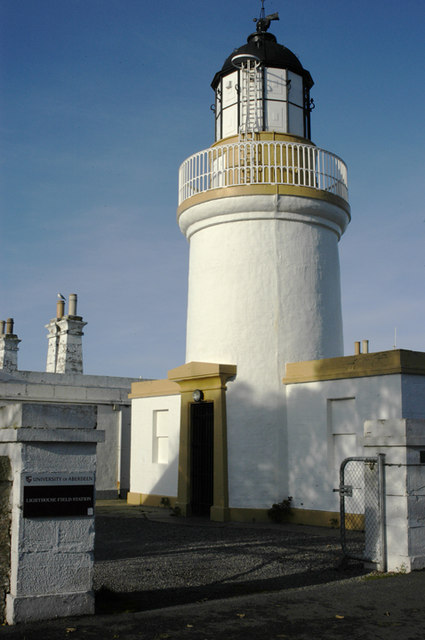
منارة كرومارتي

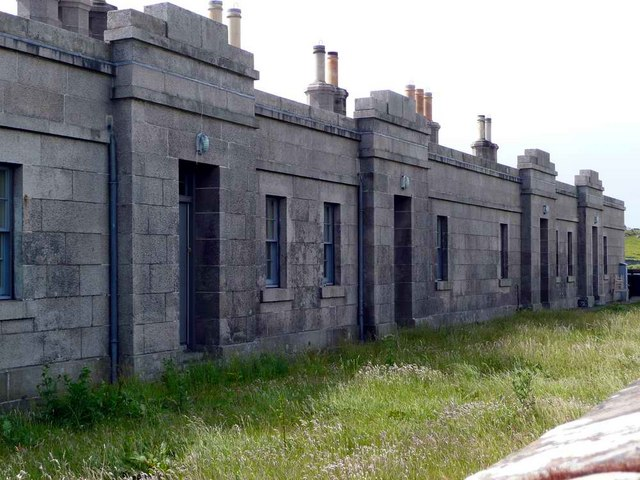
سكن حراس المنارات في هينيش، تيري

## الجسور المعلقة مع صروح

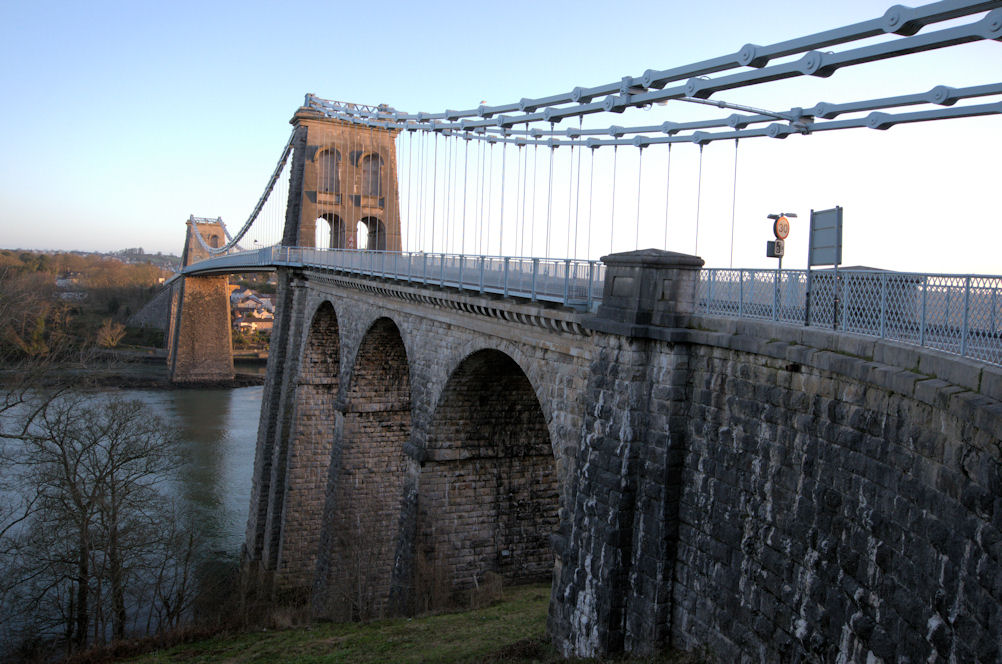
جسر ميناي المعلق

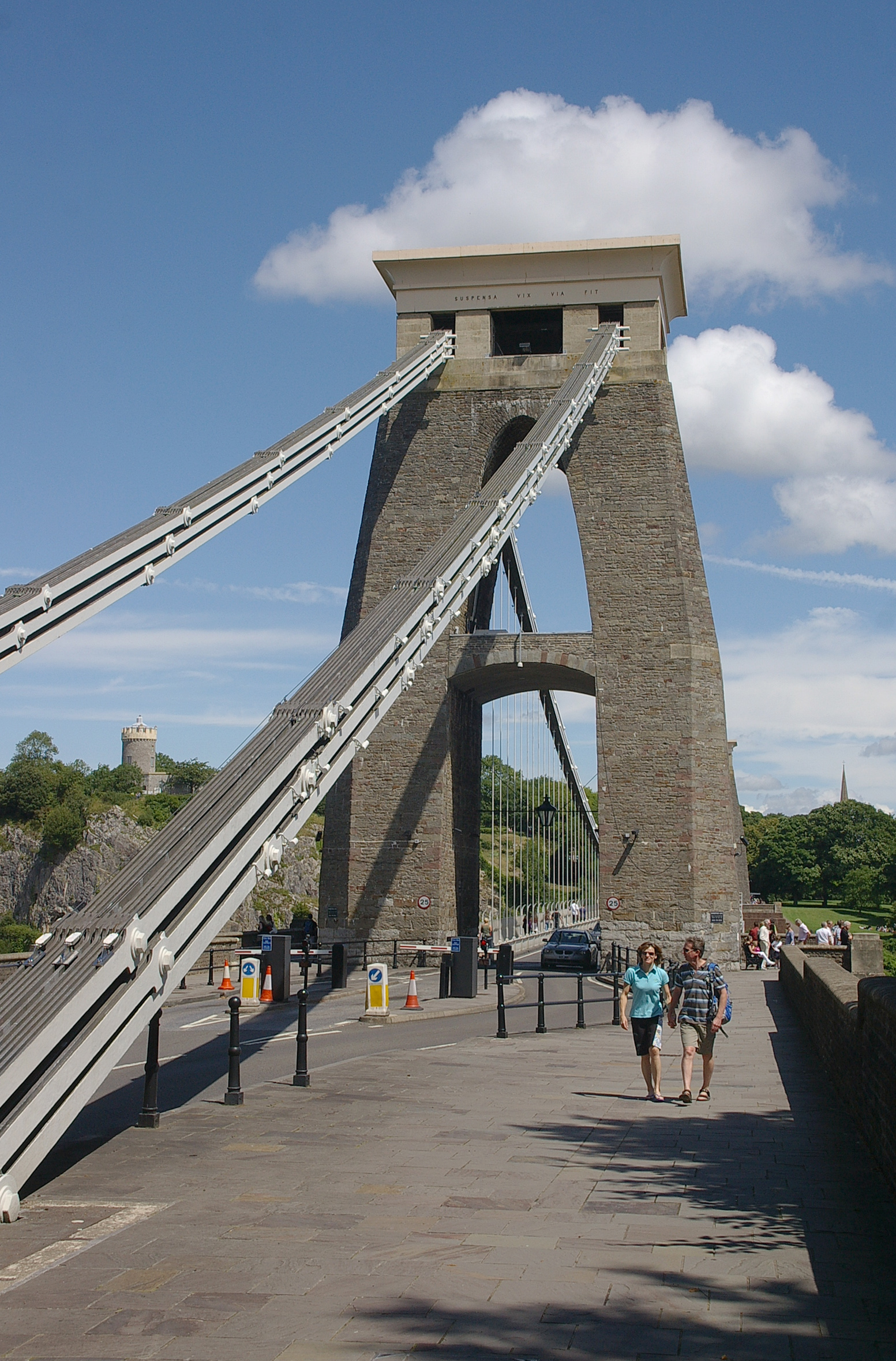
جسر كليفتون المعلق، بريستول

### 1926-1928: مصنع كاريراس للسجائر، كامدن، لندن.

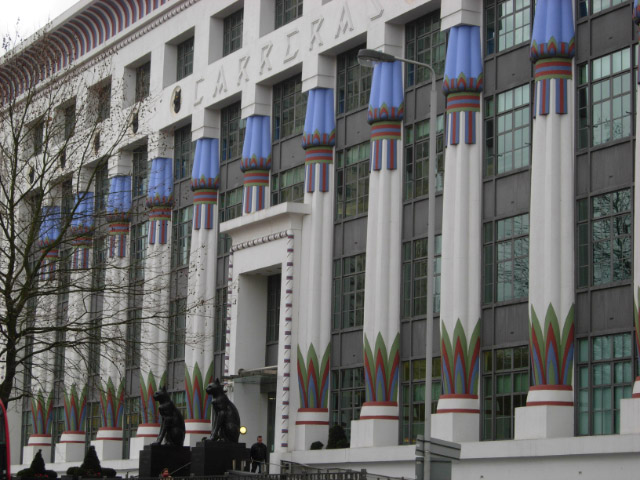
منزل لندن الكبير، كامدن تاون - geograph.org.uk - 319426

### بودرهول، إدنبرة

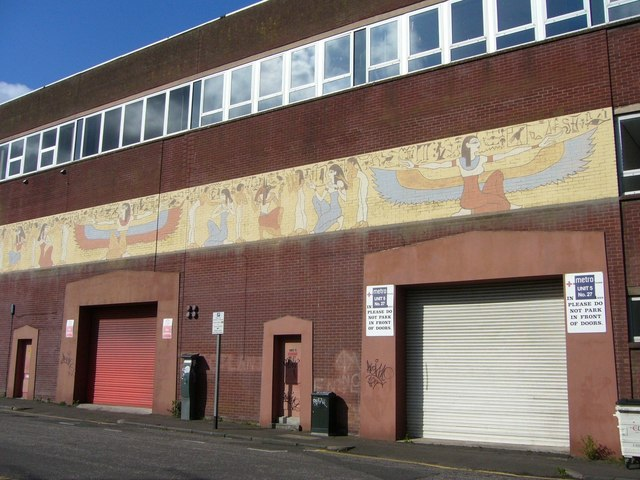
إفريز مصنع، باودرهول

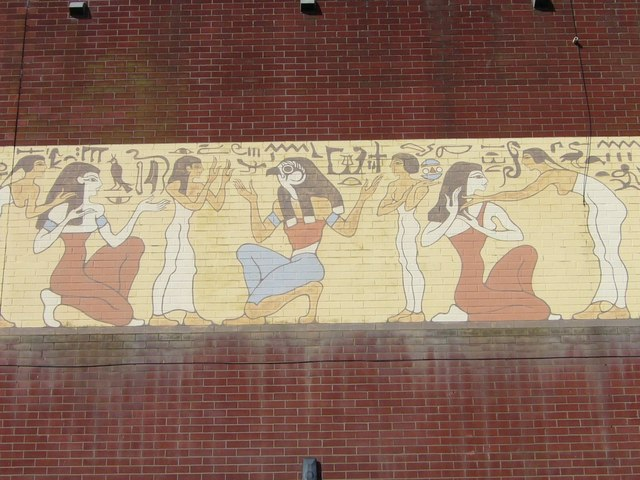
إفريز مصنع، باودرهول

### سينما كارلتون السابقة، إيسلينجتون

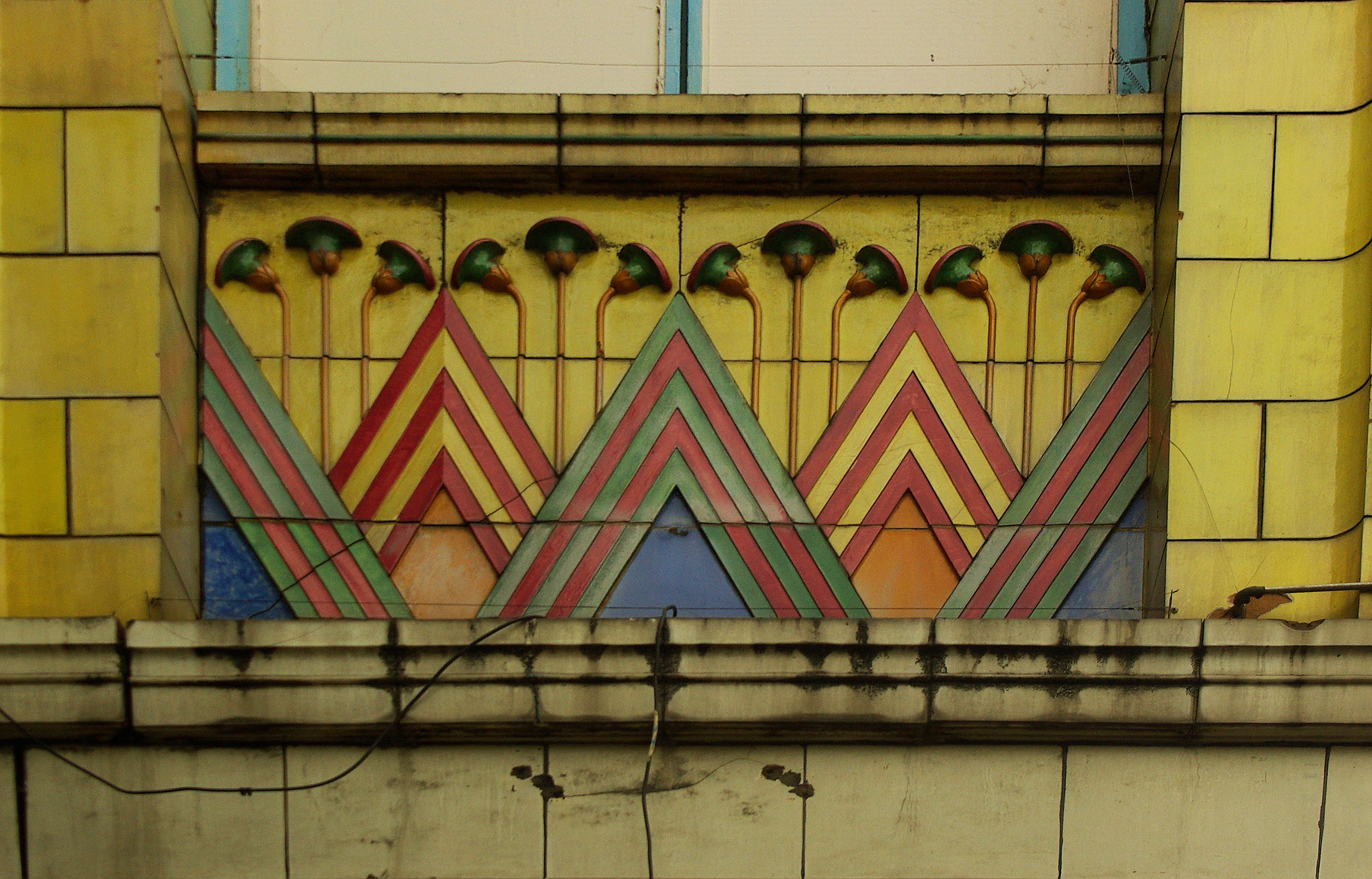
التفاصيل الخارجية، سينما كارلتون السابقة، طريق إسكس

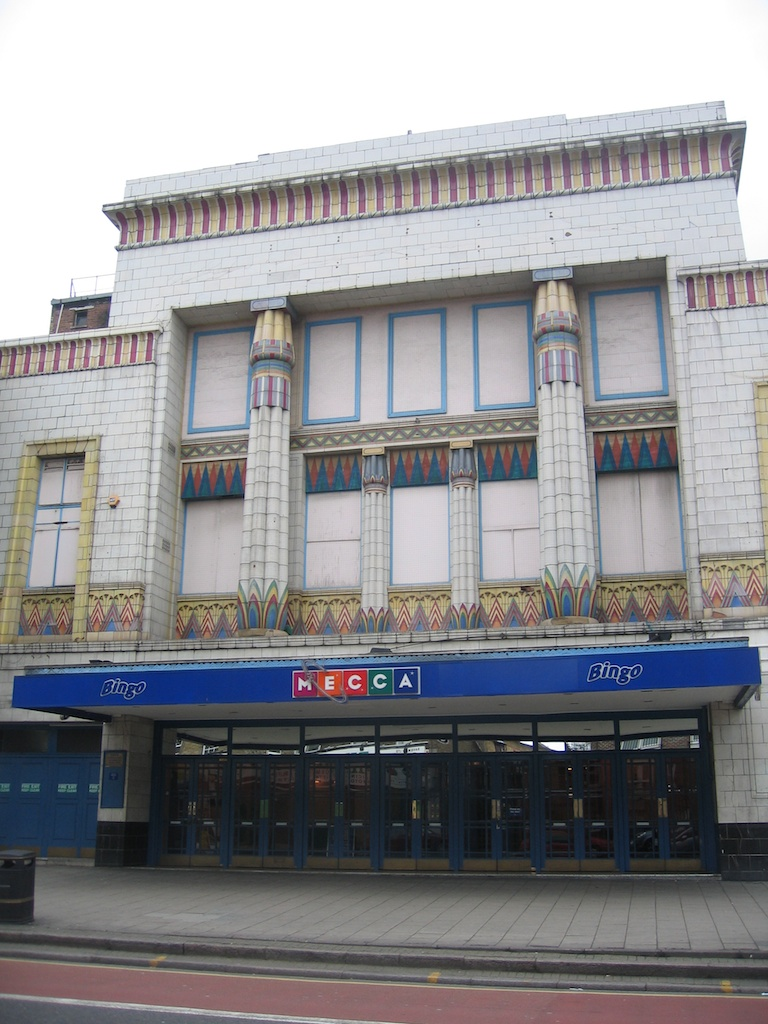
مكة بنغو إسكس رود لندن N1

### البيت المصري في مولسفورد

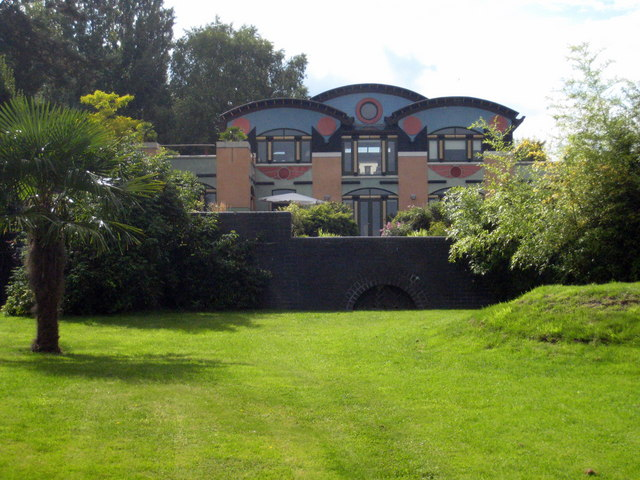
البيت المصري في مولسفورد، بيركشاير